# Hinojosa del Duque
Hinojosa del Duque es un municipio y una localidad de España en el norte de la provincia de Córdoba, Andalucía. En 2023 contaba con 6579 habitantes según el Instituto Nacional de Estadística (INE). Su extensión superficial es de 531,47 km² y tiene una densidad de 13,15 hab/km². Se encuentra situada a una altitud de 542 metros y a 94 kilómetros de la capital de provincia, Córdoba. Su red hidrográfica pertenece casi en su totalidad a la cuenca del Guadiana, mediante su afluente el río Zújar; sólo el Arroyo del Caldero, afluente del río Cuzna, vierte sus aguas en la cuenca del Guadalquivir. Dentro de su término municipal se encuentra el embalse de la Colada, que recoge aguas del río Guadamatilla.

## Toponimia
Hinojosa del Duque, fundada en los primeros años del siglo XIV a raíz de la repoblación llevada a cabo por el Concejo de Córdoba en la Comarca de Los Pedroches, recibió su nombre de las características particulares del lugar donde se ubicó. Esta zona, en la que, según Ramírez y de las Casas-Deza, abunda el hinojo, daría a esta población su primitivo topónimo: Finojosa del Pedroche (1316).
La villa realenga de Hinojosa, que a mediados del siglo XV pasaría de depender del Condado de Belalcázar, se conocería a partir de 1533 con la actual denominación —Hinojosa del Duque— al adquirir la categoría de duque el titular en ese momento de dicho condado, don Francisco de Sotomayor, por casamiento con doña Elvira de Zúñiga, III duquesa de Béjar.

## Geografía
| Noroeste: Monterrubio de la Serena | Norte: Belalcázar                                         | Noreste: Belalcázar, Villaralto y El Viso de Los Pedroches |
| Oeste: Valsequillo                 |                                                           | Este: Villaralto, Fuente la Lancha y Villanueva del Duque  |
| Suroeste: La Granjuela             | Sur: Peñarroya-Pueblonuevo, Belmez y Villanueva del Duque | Sureste: Villanueva del Duque                              |

## Historia

### Prehistoria
Numerosas son las noticias que hacen referencia a hallazgos de materiales prehistóricos localizados en diversas zonas del término municipal de Hinojosa del Duque. Los restos más antiguos nos remontan al Paleolítico Medio, etapa a la que han sido adjudicadas algunas piezas líticas encontradas en el cerro del Cohete que, aunque escasas, son significativas en lo que a la presencia humana se refiere.
Al Epipaleolítico pertenece el rico yacimiento situado en El Olivar de las Patudas, de donde proceden gran cantidad de útiles geométricos (trapecios y triángulos), troncaduras, muescas, buriles, etc junto con hojas y lascas retocadas y sin retocar, todo ello elaborado en una industria de carácter microlítico, es decir, de pequeño tamaño como suele ser frecuente en esta etapa de la Prehistoria.
Ya al Calcolítico se adjudican la mayoría de las hachas pulimentadas que se han encontrado en numerosos sitios del término municipal, y que demuestran la presencia humana en esta etapa.
En el citado cerro del Cohete se han encontrado, además, algunos fragmentos de cerámicas incisas, pintadas y no decoradas, fabricadas a mano que, culturalmente, pertenecen a la Edad del Bronce en su fase media y final. De otro lado, cabe destacar la fortificación que presenta este cerro, que podría pertenecer a la Edad del Bronce Final.

### Edad Antigua
Según Casas-Deza, Hinojosa del Duque está situada en parte de la región que los romanos llamaron “Idias”. Se han confirmado numerosos vestigios romanos y los restos de las vías 11 y 29 del Itinerario de Antonino, a las cuales se unían 3 caminos que partían de esta ciudad, lo que hace suponer que en aquella época, Hinojosa del Duque ya era un poblado de cierta importancia.
Restos de hábitat romano se han localizado en la ermita de Santo Domingo y se atribuyeron, con escaso fundamento, a la antigua Solía. De igual modo, aparecieron en la localidad sendas lápidas donde se hace mención a Baedro, ciudad que los estudios más recientes tienden a situar en El Viso de Los Pedroches.
En el siglo III poseía un elevado contingente de población cristiana, y su presbítero, Eutanasio, asistió y firmó las actas del concilio nacional de Elvira, junto a otros 24 presbíteros y 8 obispos. En el cerro del Cohete se han encontrado lápidas tardorromanas mientras que en el cerro del Molinillo se encontró una cabeza de caballo fundida en plomo.
En la época romana el aprovechamiento minero fue muy importante, explotándose los minerales de cobre (con yacimientos en La Almagrera y el Pozo de la Nieve) y plomo (con yacimientos en Los Almadenes). Se han encontrado lavaderos de mineral en el pago de San Nicolás, en el lugar conocido por Baño de la Mora.

### Edad Media
En cuanto a la época árabe, cinco años después de la invasión musulmana, el emir Al-Horr establece en Córdoba la capitalidad de los dominios musulmanes en España, convirtiéndose el territorio cordobés, hasta la caída del Califato, en el centro de la vida cultural y económica del mundo árabe de Occidente. A la zona de Hinojosa del Duque, por su riqueza en bellotas (que tenían gran fama entre los musulmanes por su calidad) se la denominaba Fohs-al-Bolut y Fahs-al-Bolut, que significa en árabe “Llano de las Bellotas”.
Según algunos autores (Ebn Alkhatib, Abu-Bakero, Masdeu y fray Juan Ruíz), parece que en el territorio de Hinojosa del Duque existió una de esas taifas entre los años 1011 y 1106, sucediéndose en su gobierno cinco reyes (Hodail I, Abdalmelic I, Hodail II, Abdalmelic II y Yahya), siendo la penúltima taifa que fue incorporada al imperio de los almorávides.
Conquistada en el año 1236 por Diego Martínez, siéndole donada por Fernando III el Santo, como recompensa.
Las célebres "serranillas" del marqués de Santillana, que cantan "a la Vaquera de la Finojosa" se inspiraron en esta localidad. En 1444 pasaría a formar parte del Condado de Belalcázar, por donación del rey don Juan II a don Gutierre de Sotomayor. Así, en 1594 formaba parte de la Tierra de Belalcázar en la Provincia de Trujillo.

### Edad Moderna
Durante toda la Edad Moderna, “Hinojosa” formó parte del Condado de Belalcázar, pasando a denominarse “del Duque” a partir de 1533, año en el que don Francisco de Sotomayor, V conde de Belalcázar, contrajo matrimonio con doña Teresa de Zúñiga, III duquesa de Béjar. Esta villa perteneció siempre al obispado de Córdoba, pero en lo civil dependió de la antigua provincia de Extremadura hasta el siglo XIX.
Hinojosa del Duque fue siempre la villa más poblada del condado de Belalcázar, experimentando un fuerte auge demográfico, no exento de retrocesos, durante la Edad Moderna, al pasar de los 711 vecinos con que contaba en 1530 a los 1408 que llegó a tener en 1790.

### Edad Contemporánea
Varios de los años más calamitosos de la época contemporánea en la villa de Hinojosa del Duque se desarrollaron durante la ocupación francesa. La primera noticia de dicha ocupación tuvo lugar el 7 de abril de 1808, en cuya fecha la Corte pedía a la villa rogativas públicas. En 1809, se formó un batallón de escopeteros hinojoseños que luchó valientemente en las Batallas de Bailén, Medellín y Valsequillo, durante cuyos enfrentamientos hubo numerosas bajas. Como oposición a los galos, en la comarca de Los Pedroches sólo operaban los denominados escopeteros o guerrilleros nacionales, algunos de renombre provincial como “los Mayas”.
En 1833, el municipio de Hinojosa del Duque dejó de pertenecer en lo civil a Extremadura y pasó a formar parte de la provincia de Córdoba, aunque en lo administrativo no fuese hasta 1836.
Los ciclos epidémicos del cólera (sobre todo en 1834 y 1855) también afectaron a la villa, si bien de manera menos catastrófica que a otras localidades cordobesas. Tampoco las huestes carlistas del caudillo Gómez intentaron entrar en la población, pese a realizarlo en las vecinas, quizás debido a las oportunas medidas de autoprotección acordadas por el cabildo municipal.
El inicio del siglo XIX marcó, como para el conjunto del país, importantes cambios en la dinámica mantenida hasta la fecha. La liquidación del régimen señorial y la división territorial desarrollada bajo el regencia de María Cristina, provocaron que Hinojosa del Duque quedara incluida dentro de la provincia de Córdoba, con la que no había dejado de mantener fuertes relaciones de todo tipo. El avance de las comunicaciones y la mejora de las tradicionales vías de transporte permitieron que durante el pasado siglo XX Hinojosa del Duque consolidara su posición de rango y relevancia en el norte de la provincia. 
Entre los años 1890 y 1902, se derriban las cinco puertas que existían de entrada en la villa; San Sebastián, la Caridad, Belalcázar, San Gregorio y Torrecilla, todas ellas de estilo plateresco. Señalar que en el año 1581 ya existían tres de estas puertas.
El rey Alfonso XIII, otorgó a la villa, con fecha 5 de agosto de 1927, el título de ciudad, por “el creciente desarrollo de su agricultura, industria y comercio y su constante adhesión a la monarquía”. 
Hinojosa del Duque, vetusta ciudad de roca, monumental, severa, mística y apacible, de extensa y profunda historia ha sido cuna de hombres ilustres. Pueblo de abolengo, como lo demuestra en sus calles de trazado medieval, sus casas señoriales y de manera muy especial en los magníficos templos y ermitas de su entorno, todas de gran tradición.

## Demografía
Hinojosa del Duque cuenta con una población de 6563 habitantes (INE 2024).
| Gráfica de evolución demográfica de Hinojosa del Duque entre 1842 y 2021                                                                                      |
| |
| Población de derecho según los censos de población del INE Población de hecho según los censos de población del INEEn este censo se denominaba Hinojosa: 1857 |

## Economía

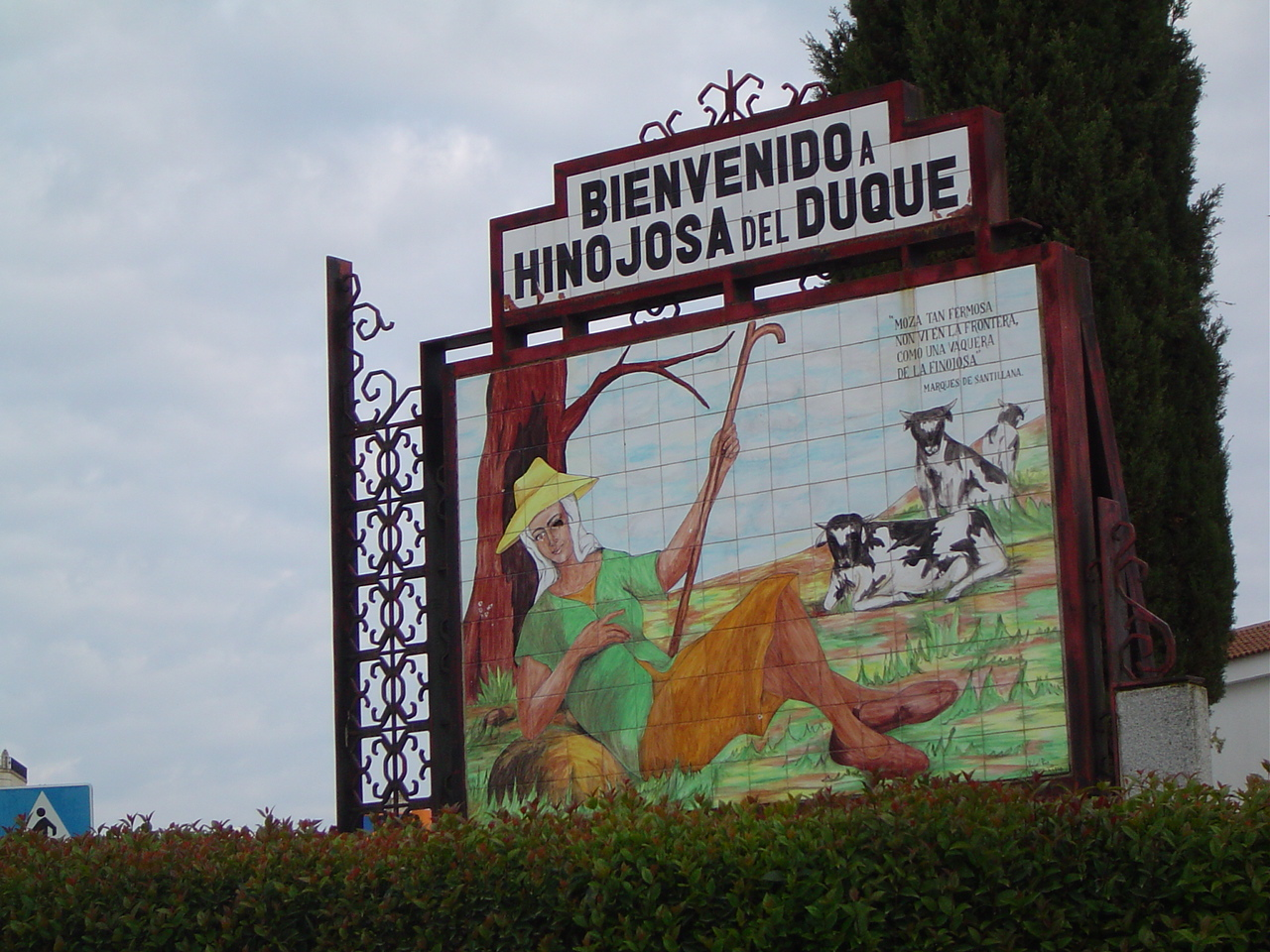
Mosaico de Bienvenida representativo de la Vaquera de la Finojosa

Hinojosa del Duque fue uno de los centros de la industria lanera de más prestigio en Extremadura, reinando Carlos III de España, al tener una importante cabaña ovina.
Esta ciudad ha brillado durante siglos por su gran riqueza agrícola y ganadera. Sus ferias de ganado tanto la de San Isidro, concedida a la villa por Real Privilegio en 1777 como la de San Agustín, esta última pionera, a escala nacional, durante el siglo XIX y parte del XX.
Se encuentra dentro de una zona altamente valorada por su ganadería y cinegética (abundan la caza menor de la liebre, conejo, perdiz, paloma torcaz, codorniz, zorzal y tordo), alcanzando especial significación su dedicación cerealista sin olvidar el cultivo del olivar, molturándose toda la producción aceitera de la localidad en la S.C.A. Olivarera "Nuestra Señora del Carmen".
Hay que destacar la importancia de la vertiente pecuaria del sector agrario, referente al ovino, vacuno y porcino, ubicado en sus Sociedades Cooperativas.
Posee una antiquísima tradición de la industria de la piedra. Sus canteros han cambiado, creando empresas industriales, las viejas artes por técnicas nuevas en el corte y labrado de granitos y mármoles. La producción alfarera, heredada de los árabes tuvo su apogeo en las piezas que realizaban sus artesanos. Muy de antiguo es el forjado de hierro con sus lámparas de forja artística y otra serie de objetos, preciados por su valor.
Son dignas de mención sus fábricas de dulces, de productos variados y exquisito paladar a destacar las típicas perrunas hinojoseñas, dulces elaborados con manteca de cerdo, huevos, azúcar y harina.
Son famosas sus renombradas explotaciones del secado y preparado del jamón, así como sus mataderos e industrias derivadas de la chacinería tan comunes en esta zona; todo ello junto a la explotación del olivar fruto de la denominación de origen Hojiblanca.
Almacenes de frutas, talleres de ebanistería, aluminio y del bordado y confección infantil, el sector de la construcción y empresas relacionadas con el mismo como los almacenes de materiales de construcción, azulejos y pavimentos.

### Evolución de la deuda viva municipal
El concepto de deuda viva contempla sólo las deudas con cajas y bancos relativas a créditos financieros, valores de renta fija y préstamos o créditos transferidos a terceros, excluyéndose, por tanto, la deuda comercial.
| Gráfica de evolución de la deuda viva del Ayuntamiento de Hinojosa del Duque entre 2008 y 2023              |
| |
| Deuda viva del Ayuntamiento de Hinojosa del Duque en miles de euros según datos del Ministerio de Hacienda. |

## Símbolos

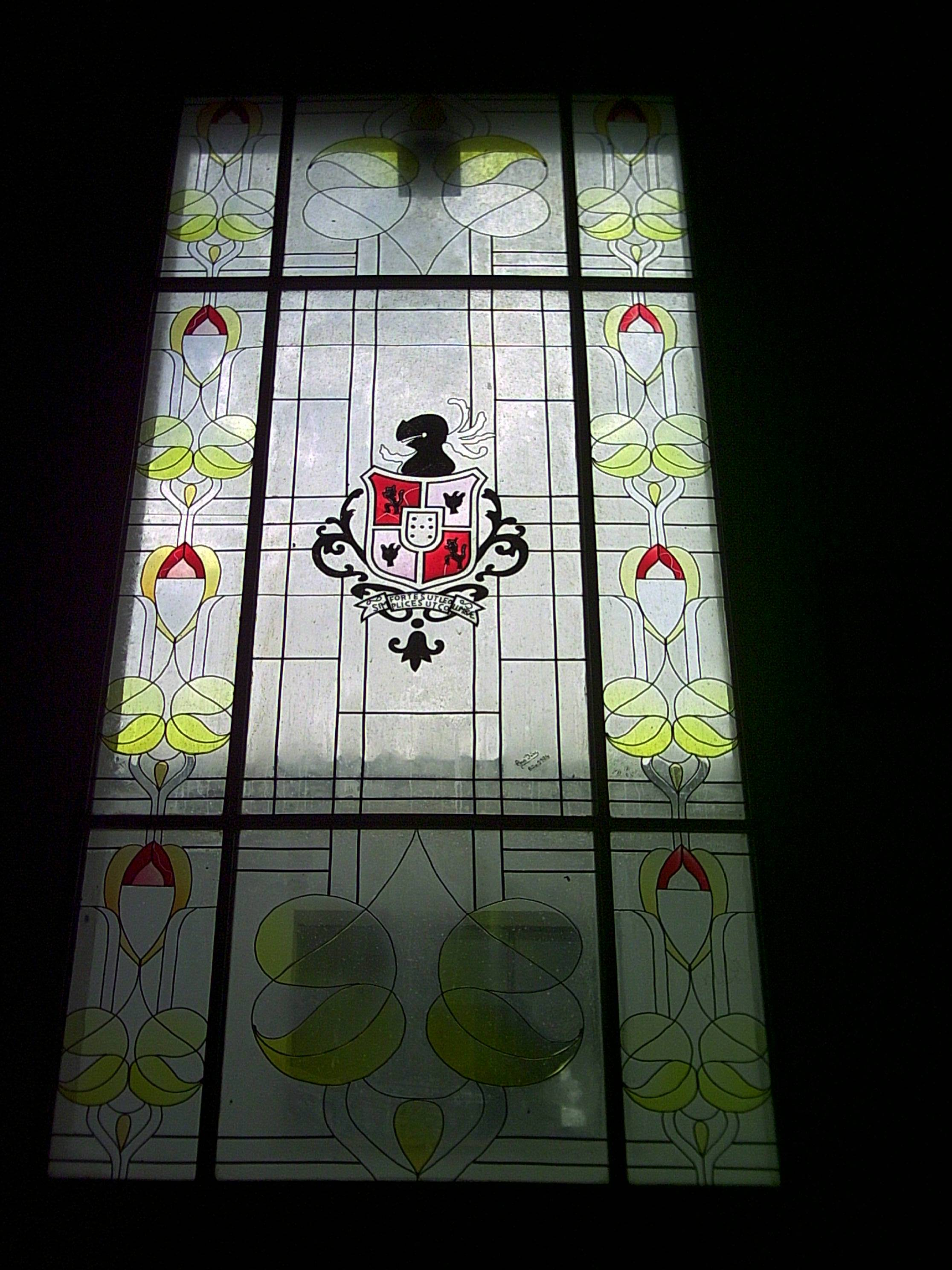
Vidriera representativa del escudo de Hinojosa del Duque (Centro Social de Convivencia)

El escudo que hoy usa este municipio carecía de aprobación oficial hasta que el pleno municipal celebrado el 4 de diciembre de 2015, siendo alcalde D. Matías González López, inició los trámites administrativos necesarios para su oficialización. Está cuartelado por una estrecha (cruz disminuida) de oro cosida con la filiera del mismo metal que perfila todo el blasón. En los cuarteles primero y cuarto figura un león rampante de gules en campo de oro; en el segundo y tercero, en campo de azur, una paloma de plata volando con ambas alas extendidas y mirando de frente. En el escusón, el campo de plata con siete roeles de sable situados en tres palos: tres, uno y tres, filiera de oro cosida con la estrecha general del escudo. Encima del blasón, un yelmo ( no se distingue si de plata o acero bruñido) forjado de gules, que por sus seis rejillas parece de vizconde, pero sin corona y con plumas; y debajo la leyenda "FORTES UT LEO SIMPLICES UT COLUMBAE" en letras de sable sobre una cinta de plata. Armas que, como dejara escrito Bernier, no tienen nada que ver con la secuencia histórica de quienes detentaron la jurisdicción de esta villa. Presenta gran similitud con el de la localidad vecina de Villanueva del Duque.

## Administración

### Alcaldes durante ladictadura de Primo de Rivera(1923-1931)
| Alcalde                  | Año inicio | Año fin |
| ------------------------ | ---------- | ------- |
| Daniel Rojilla Fernández | 1921       | 1922    |
| Elalex Ruiz Ruiz         | 1922       | 1923    |
| Felipe Vigara Perea      | 1923       | 1924    |
| Gabriel Murillo Torrico  | 1924       | 1925    |
| Manuel Blasco Perea      | 1925       | 1929    |
| José Castells Pedrajas   | 1929       | 1930    |
| Alfonso Sánchez Ramírez  | 1930       | 1930    |
| Pedro A. Perea Blasco    | 1930       | 1931    |

### Alcaldes durante laSegunda República(1931-1939)
| Alcalde                   | Año inicio | Año fin |
| ------------------------- | ---------- | ------- |
| Alfonso Sánchez Ramírez   | 1931       | 1931    |
| Sebastián Martínez García | 1931       | 1931    |
| José Barbero Carrasco     | 1931       | 1934    |
| Luis Gómez Monsalve       | 1934       | 1936    |
| José Barbero Carrasco     | 1936       | 1936    |
| Adolfo Merino Fernández   | 1936       | 1936    |
| José Gordillo Copado      | 1936       | 1936    |
| Adolfo Merino Fernández   | 1936       | 1936    |
| Melanio Largo González    | 1936       | 1937    |
| Eloy Pizarro Sandoval     | 1937       | 1938    |
| Adolfo Merino Fernández   | 1938       | 1939    |
| Lázaro Leal Martínez      | 1939       | 1939    |

### Alcaldes durante elfranquismo(1939-1976)
| Alcalde                   | Año inicio | Año fin |
| ------------------------- | ---------- | ------- |
| Luis Perea Blasco         | 1939       | 1939    |
| Felipe Gómez Moreno       | 1939       | 1940    |
| Feliciano A. Leal Márquez | 1940       | 1941    |
| Emilio Luque Delgado      | 1941       | 1946    |
| Francisco Sánchez Torrico | 1946       | 1948    |
| Tomás E. Pla Jurado       | 1948       | 1949    |
| Guillermo Caballero Rubio | 1949       | 1971    |
| Pablo Manuel Rubio Ramos  | 1971       | 1976    |

### Alcaldes durante latransición(1976-1979)
| Alcalde                  | Año inicio | Año fin |
| ------------------------ | ---------- | ------- |
| Emiliano Caballero Peñas | 1976       | 1979    |

### Alcaldesconstitucionales(1979-Actualidad)
| Alcalde                  | Partido político | Año inicio | Año fin    |
| ------------------------ | ---------------- | ---------- | ---------- |
| Emiliano Caballero Peñas | UCD              | 1979       | 1987       |
| Felipe Gil Gil           | UCD              | 1986       | 1986       |
| Ángel Blanco Moreno      | CDS              | 1987       | 1991       |
| Antonio Ruíz Sánchez     | PSOE             | 1991       | 2005       |
| Matías González López    | PSOE             | 2005       | 2011       |
| José Fernández Nogales   | PP               | 2011       | 2015       |
| Matías González López    | PSOE             | 2015       | Actualidad |

### Corporación municipal
Después de las elecciones municipales españolas de 2019, la corporación municipal queda constituida de la siguiente manera:

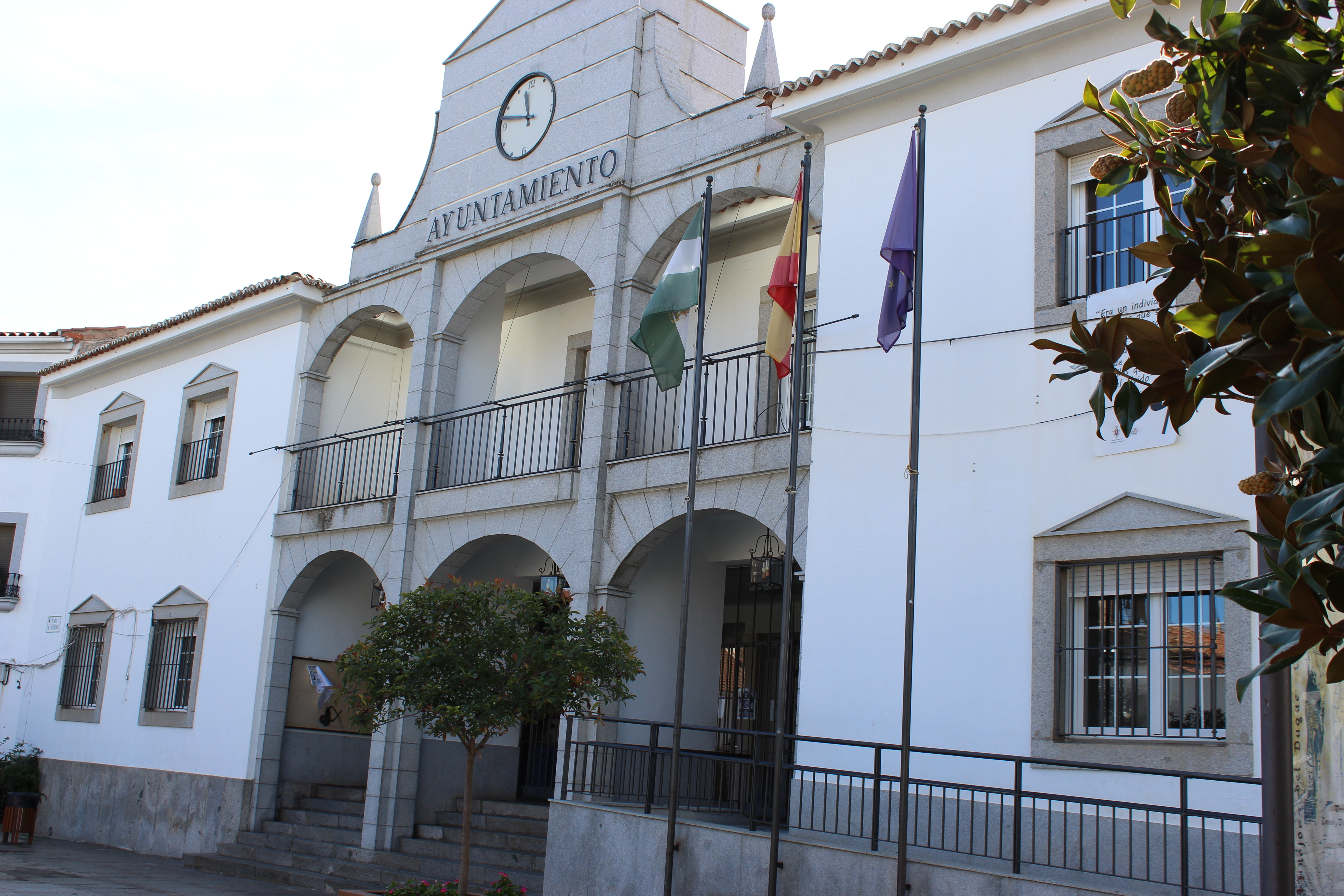
Casa consistorial

- Partido Socialista Obrero Español (PSOE): 6 concejales
- Partido Popular (PP): 6 concejales
- Izquierda Unida (España) (IU - IULVCA): 1 concejal

## Educación
El municipio dispone de los siguientes centros educativos:
- CEIP Inmaculada: colegio de educación infantil y primaria
- CEIP Maestro Jurado: colegio de educación infantil y primaria
- EI Hinojosa del Duque: escuela infantil
- EMM Escuela comarcal de música de los Pedroches: escuela de música
- IES Jerez y Caballero: instituto de enseñanza secundaria.
- IES Padre Juan Ruiz: instituto de enseñanza secundaria.
- SEP Hinojosa del Duque: centro de educación de adultos.

## Patrimonio

### Catedral de la Sierra
La parroquia de San Juan Bautista es conocida como catedral de la Sierra, a pesar de que formalmente no ostenta esta última categoría. Declarada Monumento Nacional por Real Decreto de 5 de febrero de 1981, se trata de un templo majestuoso de bello porte construido en el siglo XVI.

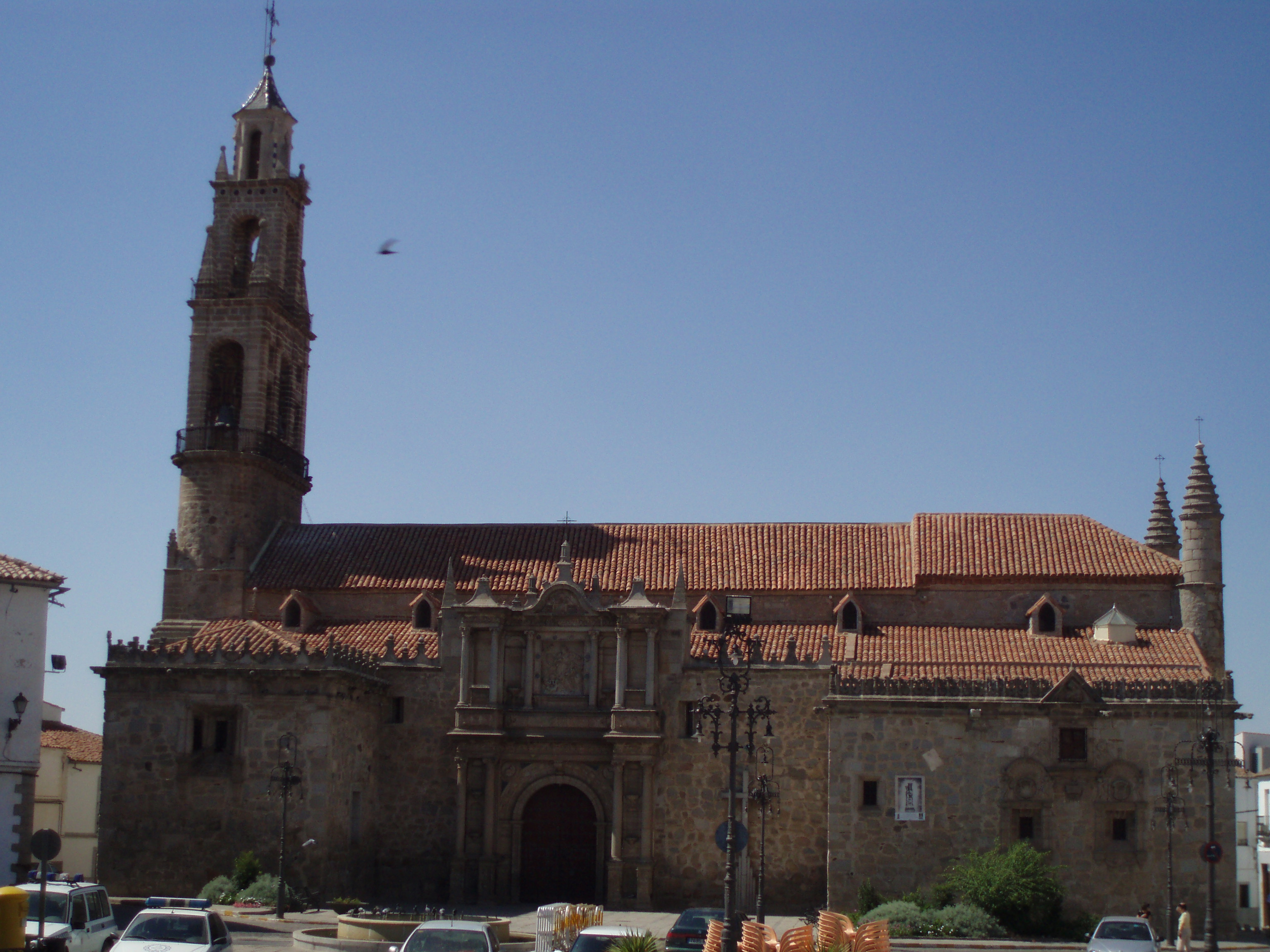
Vista panorámica de la Catedral de la Sierra desde el Ayuntamiento.
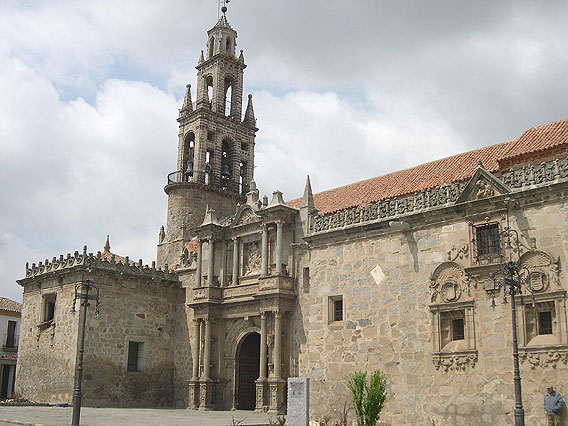
Vista de Portada de la Catedral de la Sierra desde la Ermita de la Virgen del Castillo.
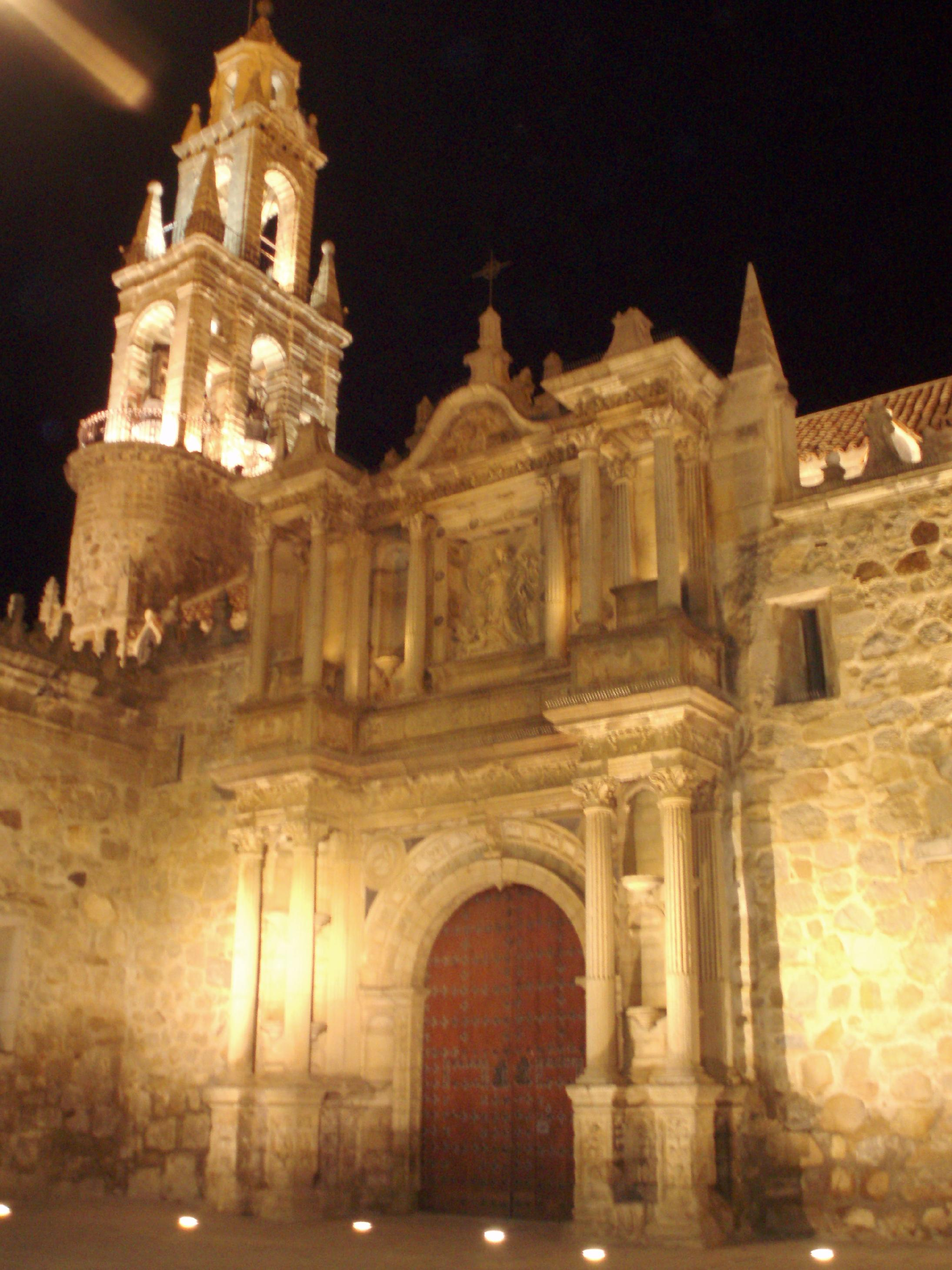
Vista nocturna de la Portada principal y Torre de la Catedral de la Sierra.
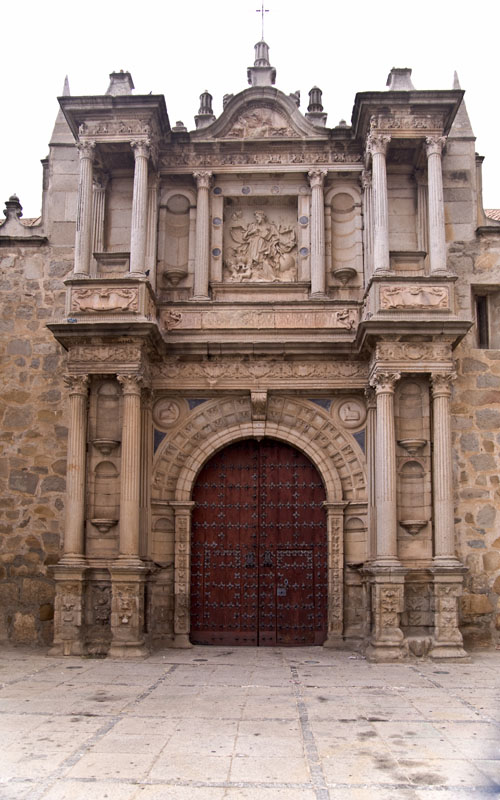
Vista de la Puerta principal.
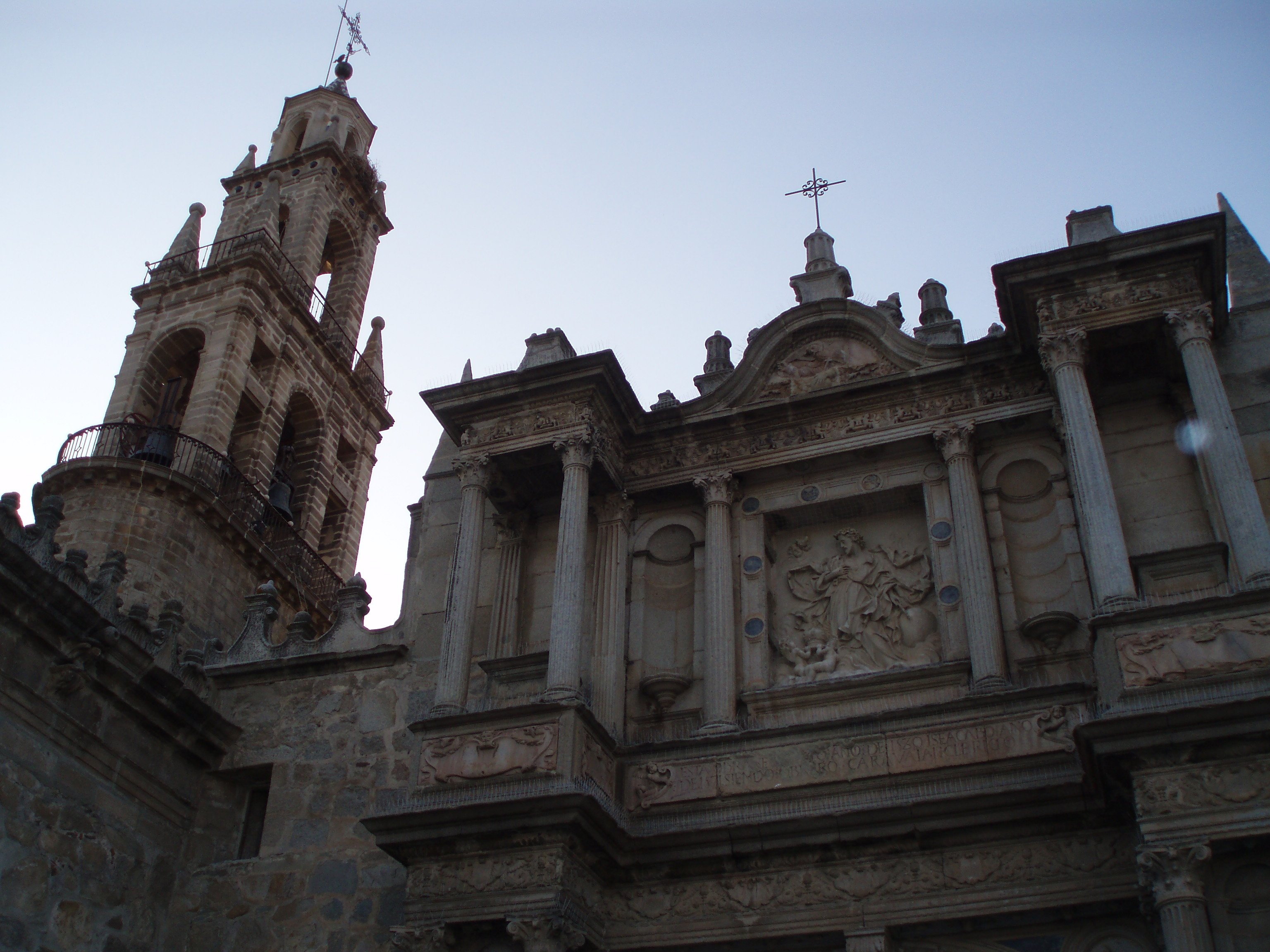
Vista angular de la Portada principal y Torre catedralicia.

Son varios los estilos arquitectónicos que en ella figuran, su gran portada plateresca, sus naves de estilo gótico flamígero y su bajo coro románico.
Hernán Ruiz, el Viejo, comenzó la obra de su magnífica portada, bellísima muestra del plateresco. El proyecto final fue dirigido por Hernán Ruiz, el Joven. Sus columnas estriadas, capiteles corintios, sus frisos finamente labrados, forman un conjunto artístico y armonioso por su equilibrio y grandeza.
Su nave central posee un artesonado único, de traza Mudéjar y las naves laterales aparecen cubiertas con bóvedas de crucería Gótica.
El baptisterio es la capilla más interesante de esta grandiosa catedral de granito. De estilo plateresco con bóveda vaída y de una finísima y delicada decoración.
La torre, esbelta y majestuosa está compuesta de un primer cuerpo gótico. Se concluyó, en su parte más esencial, finalizando el siglo XVI. Es un magnífico precedente arquitectónico ignorado hasta ahora, de la torre de la mezquita-catedral de Córdoba, construida diez años después. Se inició su construcción en el siglo XVI.

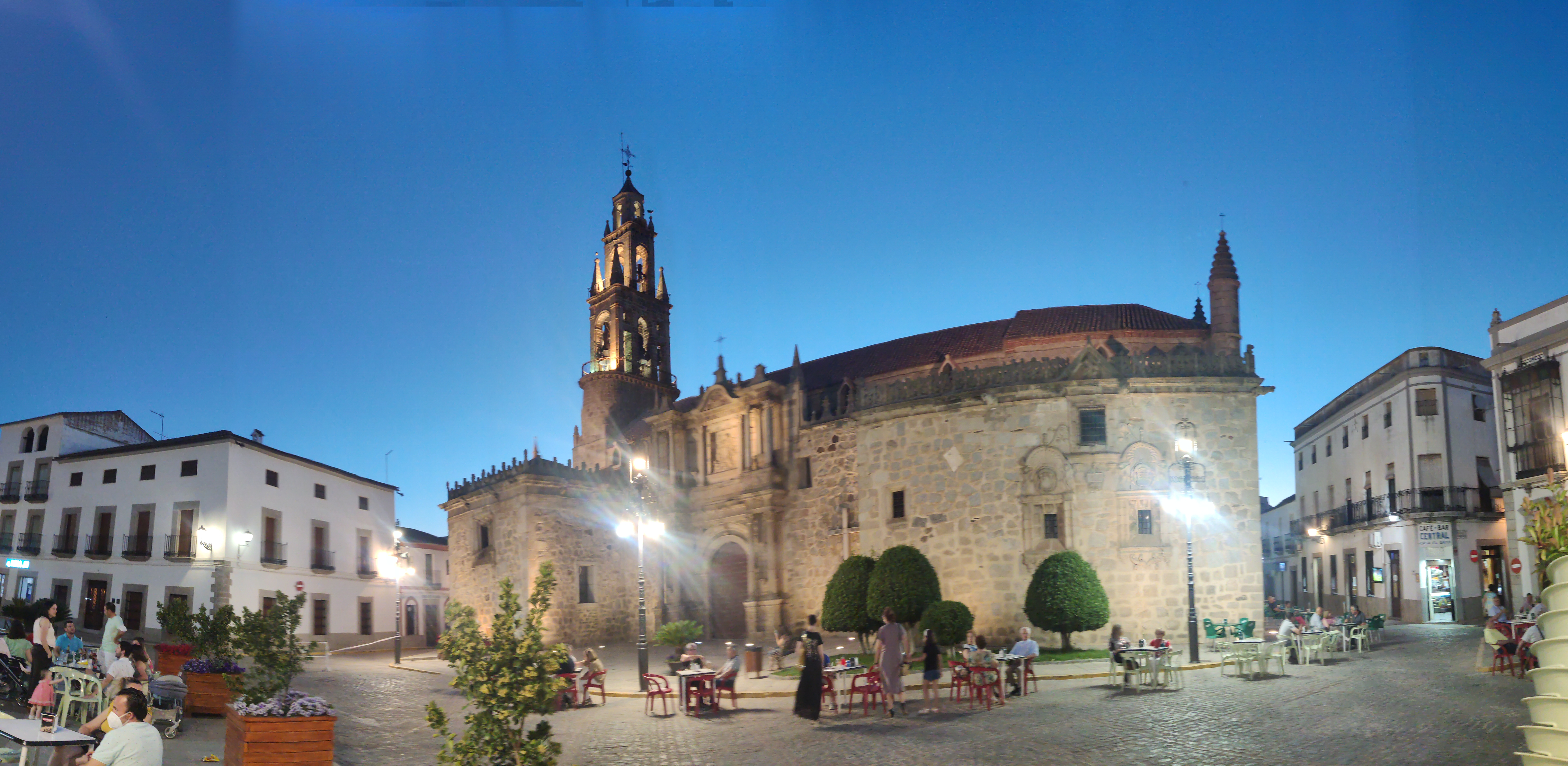

### Parroquia de San Isidro Labrador
Dice el Padre Juan Ruiz, "que al crearse, en el Arreglo General de las Parroquias de la Diócesis de Córdoba de 1890 una Parroquia en esta Villa de Hinojosa del Duque con el título de San Isidro Labrador ésta se colocó interinamente en la Iglesia del Hospital de la Santa Caridad por tener algunas más condiciones de amplitud que la Ermita del Santo Titular".
Su bóveda es de cañón con lunetos. La cúpula sobre el crucero tiene decoraciones mixtilíneas. La cabecera es de testero plano. La portada es adintelada con jambas de granito.Su torre rectangular es de un solo cuerpo.

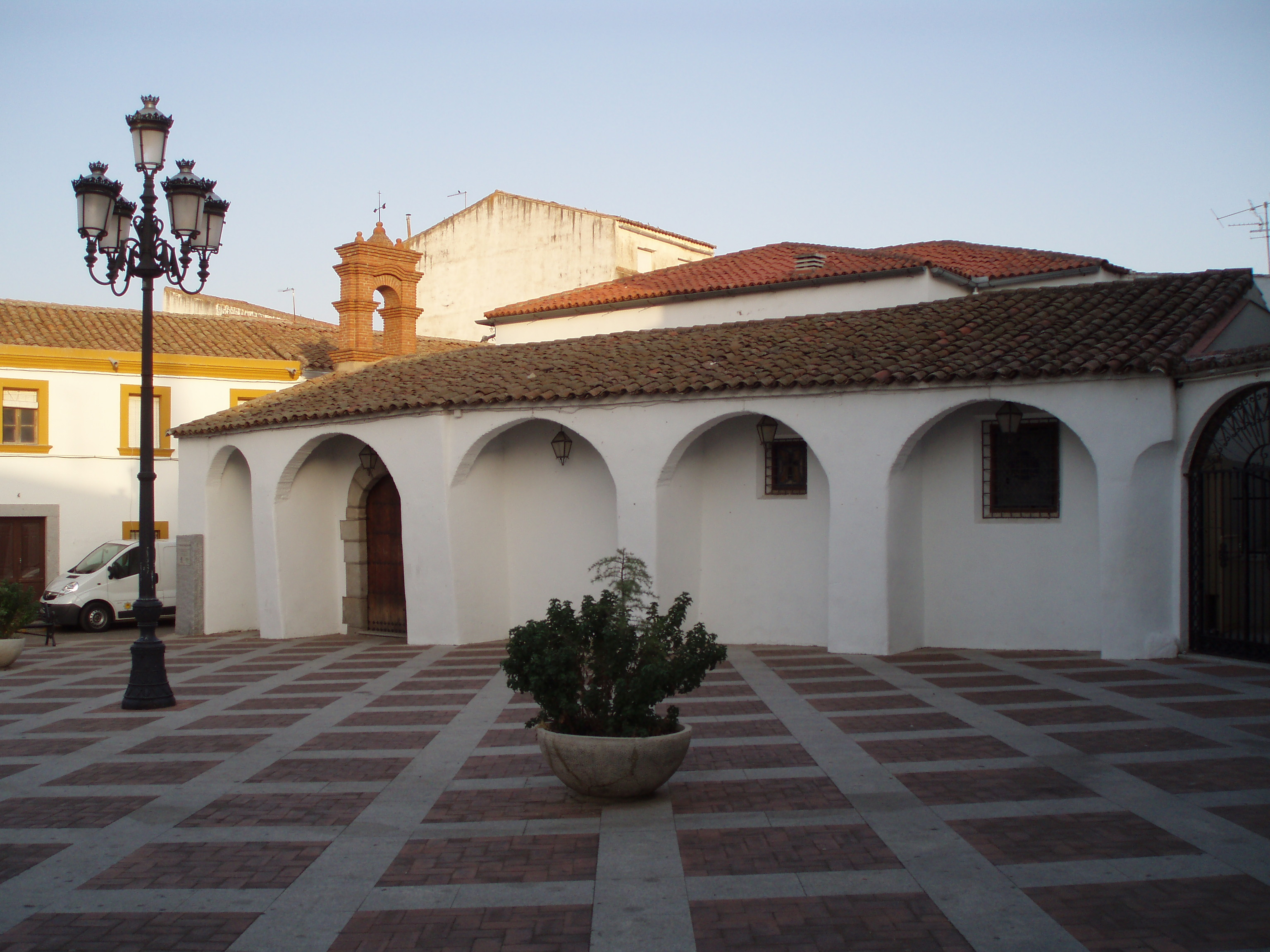
Ermita de Santa Ana (primera iglesia de la villa)

### Ermita de Santa Ana
Es prototipo de "iglesia serrana de la Mesta" de bello estilo gótico-renacentista. Es Monumento Histórico-Artístico.
Fue la primera parroquia de la villa. Dice la tradición que en el año de gracia de 1212, sus bóvedas cobijaron a Alfonso VIII y a sus huestes en Tedeum celebrado, en acción de gracia, días después de la Batalla de Navas de Tolosa, cuando iban de vuelta, camino a Toledo. Es entre todas las ermitas la más antigua. Está situada en el centro de la población. Posiblemente construida con las donaciones de los pastores del ganado trashumante.

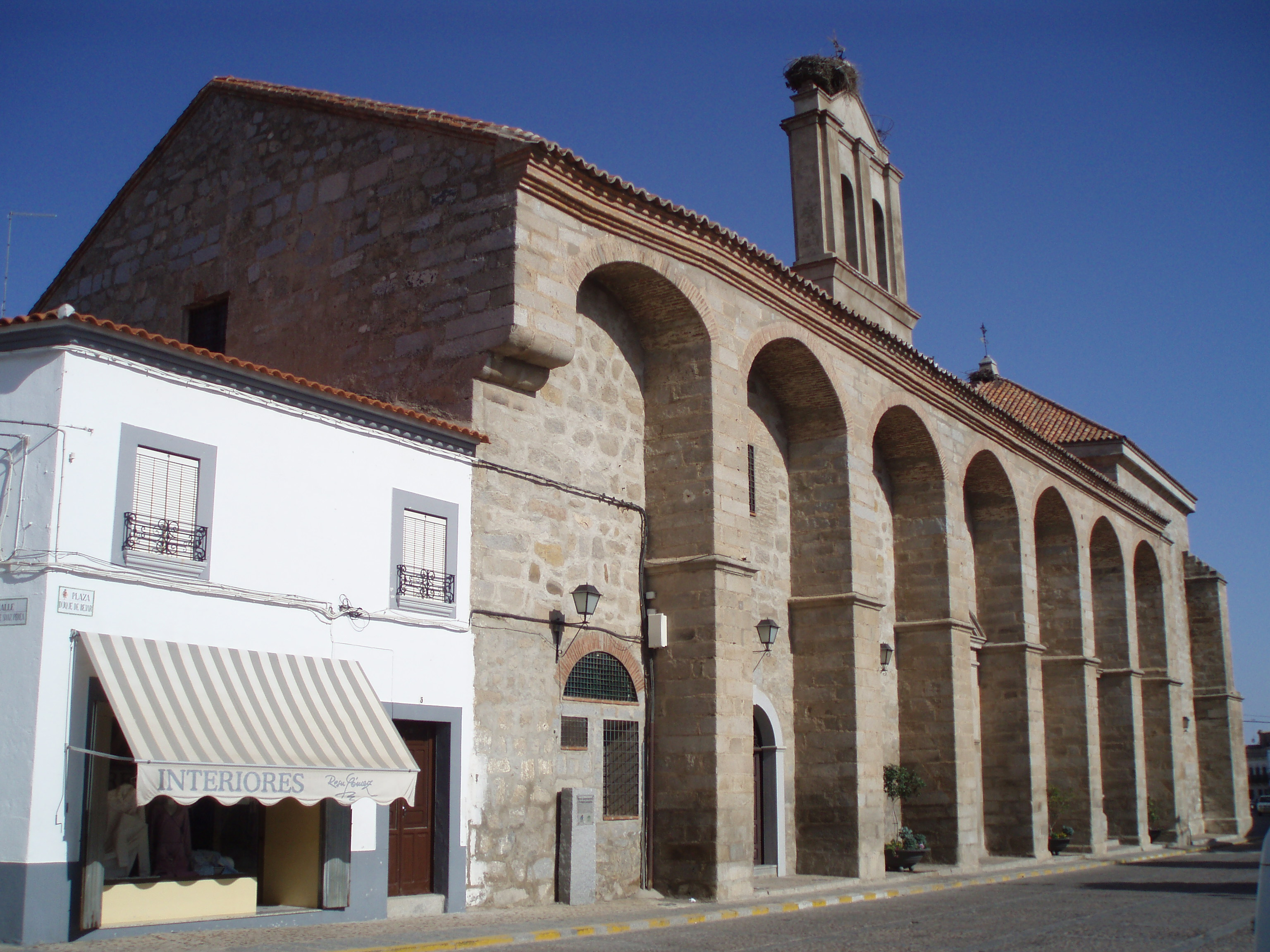
Vista exterior del Convento de las Madres Concepcionistas (plaza del Dúque de Béjar).

### Convento de las Madres Concepcionistas
Es una de las muchas fundaciones religiosas que realizó la familia Condal de los Sotomayor.
El Papa Gregorio XIII en Breve otorgada el 15 de septiembre de 1573 concedió que "los dos Monasterios de monjas de la villa de Hinojosa del Duque, que es de este Condado de Belalcázar el uno de la advocación de la Madre de Dios y el otro de la Concepción se juntasen y hagan unión en el Monasterio que mandó fundar y hacer el muy ilustre señor don Luis de Sotomayor". La iglesia fue consagrada el 28 de abril de 1693.

Es un edificio de airosa planta con lujo y de espectaculares contrafuertes en la fachada donde se abren dos portadas. La más antigua y artística es la flanqueada por esbeltas columnas. En el friso destacan los escudos de Sotomayor y Zúñiga. Lo más importante que tiene este Convento es su gran patio de 27 metros de lado con arcos sobre columnas de granito.

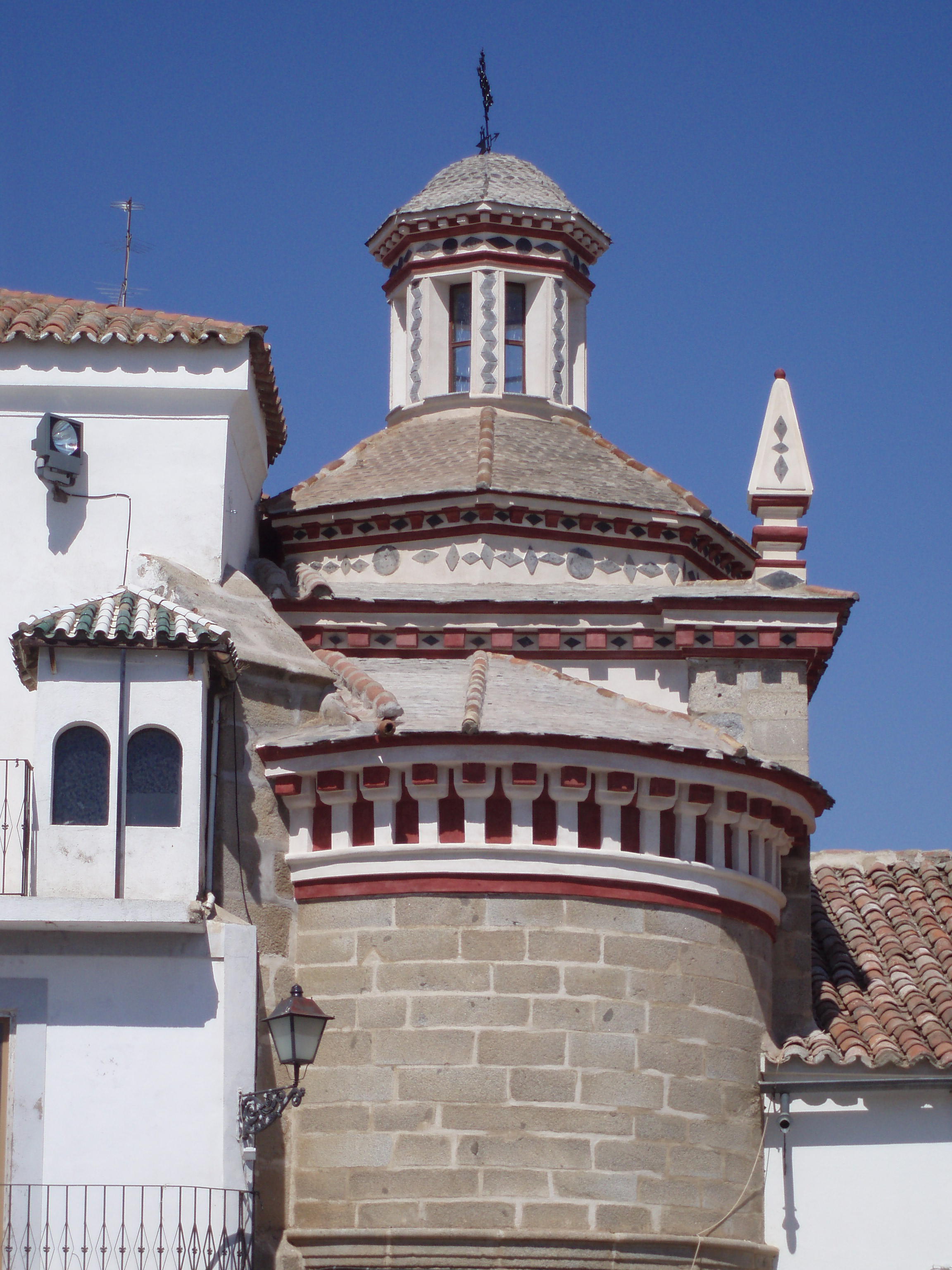
Detalle exterior del camarín de la ermita de la Virgen del Castillo

### Ermita de la Virgen del Castillo
Sita en la plaza principal de la villa (plaza de la Catedral). Ramírez de las Casas Deza comenta, "el título de esta imagen da a entender que fue trasladada del castillo que se demolió en este sitio".
El Padre Juan Ruiz, en su obra histórica sobre esta villa, supone que hubo, en el lugar de la actual iglesia un castillo o torre. De todo ello no hay indicios. Su construcción comenzó sobre el siglo XV. Sirvió de iglesia a un antiguo beatorio o pequeño convento. Consta de una nave de estilo gótico. Su bello camarín, de estilo barroco, data del siglo XVII. Lo más hermoso y monumental de esta ermita es su preciosa ábside, que se contempla desde el exterior.

### Ermita de San Sebastián
Esta ermita, fue sin duda el ejemplar más grandioso, en toda la provincia del tipo de iglesias serranas cubiertas, según el estudio publicado por Ortiz Juárez, Bernier y Nieto Cumplido en el Catálogo Artístico y Monumental de la provincia de Córdoba. Su longitud llegaba a los 23 metros siendo su anchura 10 metros. Consta de siete arcos y su planta primitiva es de una sola nave sin ábside. Su antigüedad es paralela a la de la ermita de Santa Ana.

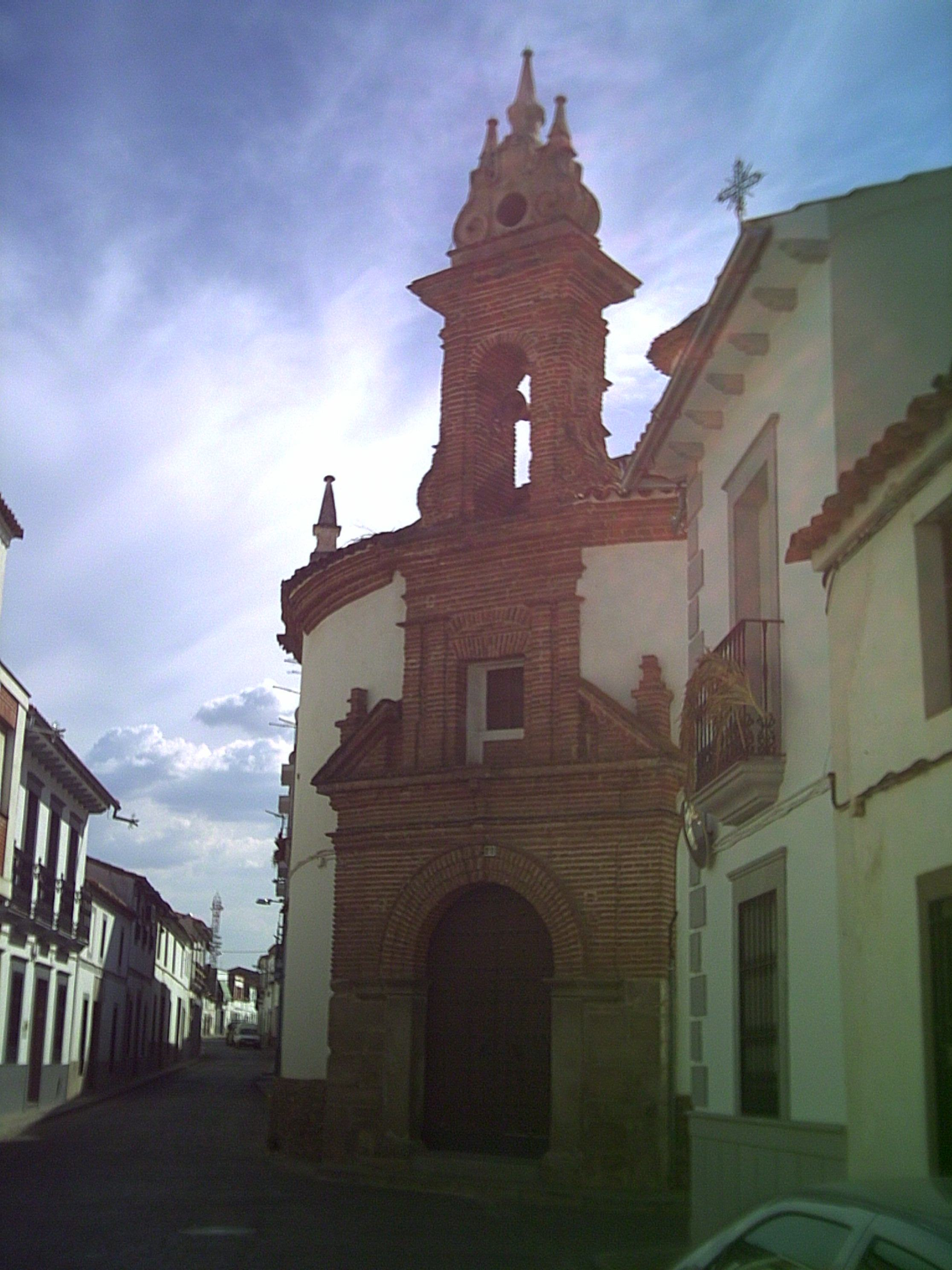
Detalle exterior de la ermita de San Isidro Labrador.

### Ermita de San Isidro Labrador
Ubicada en la calle del mismo nombre. Dice el Padre Juan Ruiz, "esta ermita forma una hermosa rotonda de estilo barroco; el 12 de septiembre de 1739 se obligaron, por escritura pública, a costear de sus bienes una ermita a San Isidro, un grupo de labradores de la villa". Su construcción es circular cubierta por una cúpula de seis puntos de luz. La inauguración tuvo lugar el 5 de abril de 1753.

### Ermita de San Gregorio
En acta capitular de 1581, se acordó tomar Patrón y Abogado de los labradores de esta villa a San Gregorio y que se hiciera una capilla a la salida de la población, camino de Córdoba. Esta primitiva ermita estuvo ubicada en lo que es hoy altar mayor del convento de San Diego o iglesia de los Padres Carmelitas.
La actual ermita se construyó en el siglo XVII, en el camino a Sevilla, nombrándose por primera vez en unas cuentas parroquiales de 1735. Dicha ermita tiene una nave de 12 metros de longitud por 4.4 metros de anchura. Respecto al resto de iglesias y ermitas de la villa, es la más moderna.

### Ermita de San Benito
Su situación es próxima a la Gutierra, pasado el arroyo del Cohete, al otro lado del cerro del Conjuro, zona donde abundaban ruinas de época romana. Erigida en el siglo XIV su interior es un claro ejemplo de la pujanza que el gótico alcanzó en estas tierras. Este ermita es citada por el rey Alfonso XI, a principios del siglo XIV, en su "Libro de Monterías". Fue centro de población. Su origen está vinculado a la existencia de una antigua aldea situada en la zona conocida como “la gutierra”. Su estilo es gótico en portada y presbiterio. Es de una nave con bóveda de crucería, arco ojival de ladrillo, sobre el que se asienta una cubierta de madera a dos aguas.

### Convento de San Diego (Padres Carmelitas)
En la Historia de la provincia de Ángeles se relata la construcción en 1589, de un convento de frailes franciscanos para atender las necesidades espirituales de los vecinos de Hinjosa del Duque. Esta Comunidad convivió en nuestra villa por espacio de 244 años. Posteriormente, en 1890 se instalaron en su antiguo convento los Padres Carmelitas, quienes introdujeron en él múltiples reformas a través de los años.
Dicho convento recientemente desaparecido era de una grandiosa magnificencia en su construcción. Con amplios corredores grandes aulas y hermosos patios. Fue colegio y seminario durante decenios de años donde se forjaron centenares de hijos de la Comarca y alrededores. Para las generaciones futuras diremos que fue cuna de la cultura, gozando de un gran prestigio y popularidad.
Su iglesia modernamente regia es obra del siglo XVI reconstruyéndose finalizada la guerra civil española 1936-1939.

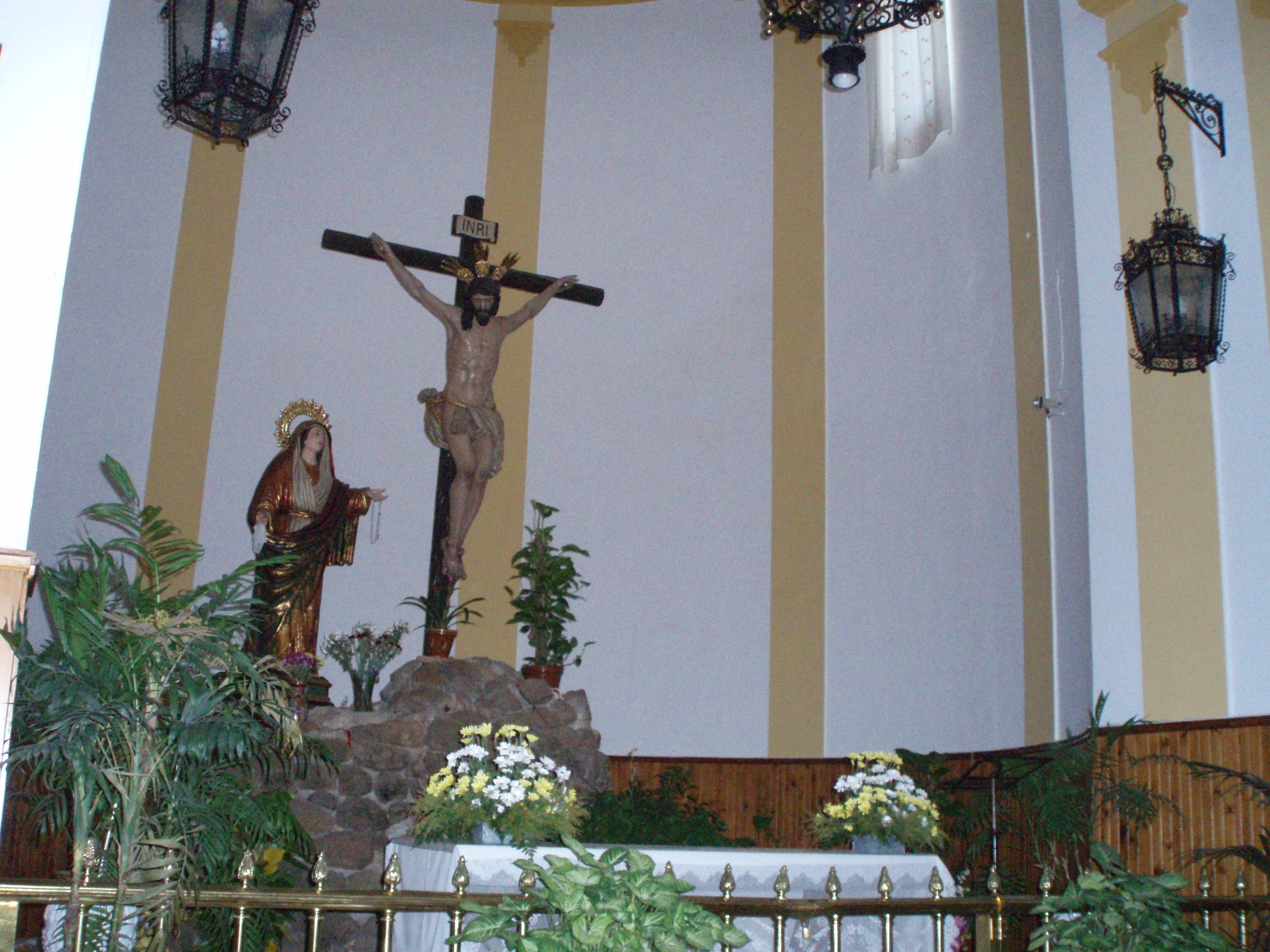
Imagen del Cristo de las Injurias (Obra de Castillo Lastrucci, 1942) y Virgen de los Dolores

### Ermita del Santo Cristo de las Injurias
Donde está enclavada esta ermita existió siglos antes otra consagrada a Santa Brígida. Su nombre actual es de finales del siglo XVIII. Situada sobre una loma que domina toda la ciudad. El Cristo de las Injurias que en ella se venera es de profunda devoción a todo el pueblo.
Su estilo arquitectónico es del neoclásico. De una nave con cinco tramos, cubiertos por bóvedas de cañón. A los pies encontramos el coro. Se hicieron obras de renovación en la década de los cuarenta destacando el delicado respeto por o cambiar el aspecto primitivo.

### Ermita de San Bartolomé
Está situada en el paraje conocido como “Los Almadenes”, rodeada de excavaciones mineras antiquísimas. En sus proximidades, existen vestigios de época romana y posterior, habiéndose descubierto sepulturas en sus inmediaciones. Se encuentra localizada a unos 5 kilómetros, a saliente de Hinojosa del Duque, y como a un kilómetro de la carretera de Alcaracejos. Esta ermita es la que mejor conserva su aspecto primitivo y de las más antiguas de la localidad de Hinojosa del Duque. 
Consta de una sola nave, de planta rectangular, con cuatro arcos apuntados, de cantería, sobre gruesos pilares de piedra. La cabecera es posterior, del siglo XV, de planta cuadrada con bóveda de cuatro nervios labrados en granito, separada del cuerpo principal por un arco gótico de la misma piedra. Conserva su solería de ladrillo, y el techo se halla cubierto con un sencillo artesonado de tableraje y pino cuadrado.
Su fachada, situada a poniente, es de arco apuntado con gran alfil, como otras ermitas del siglo XIV de construcción mudéjar. Este tipo de fachas de arco apuntado, enmarcado en alfil están representadas en otras obras arquitectónicas religiosas de la comarca de Los Pedroches, como por ejemplo, Santa María del Castillo en Pedroche, San Sebastián de Dos Torres, la ermita de la Virgen de las Cruces de Santa Eufemia y San Pedro de Villaralto. 
Delante de su portada, dispone de un porche con tres arcos de medio punto, sobre fustes cuadrados de piedra, y de un extenso patio con altos muros, al igual que otras ermitas que fueron utilizadas como lazaretos en época de las terribles pestes, con el fin de aislar a los enfermos. En su lado norte, se halla oculto el lado exterior de la nave por existir dependencias, construidas con posterioridad, para uso de la cofradía, lo mismo que sucede en el lado sur del patio. 
A principios del siglo XXI fue restaurada por la "Escuela-Taller Las Ermitas de Hinojosa".
Recientemente, durante la primavera-verano de 2008, fue lugar del rodaje de algunas escenas de la película "El Libro de las Aguas" (basada en la novela homónima de Alejandro López Andrada, dirigida por Antonio Giménez-Rico).

### Ermita-Santuario de la Virgen de La Antigua. Patrona de Hinojosa del Duque
Es uno de los más venerados santuarios. Está enclavada en uno de los más bellos parajes del valle de los Pedroches.
Su edificación primitiva data de los siglos XIII al XIV. Se reconstruyó después de la guerra civil española (1936-1939).
De una sola nave como es habitual en este tipo de ermitas. Tiene cuatro tramos separados por arcos. Su cubierta es de bóveda barroca. En lugar de ventanas tiene óculos circulares por donde entra la luz. Posee unos contrafuertes exteriores que corresponden a sus arcos interiores.

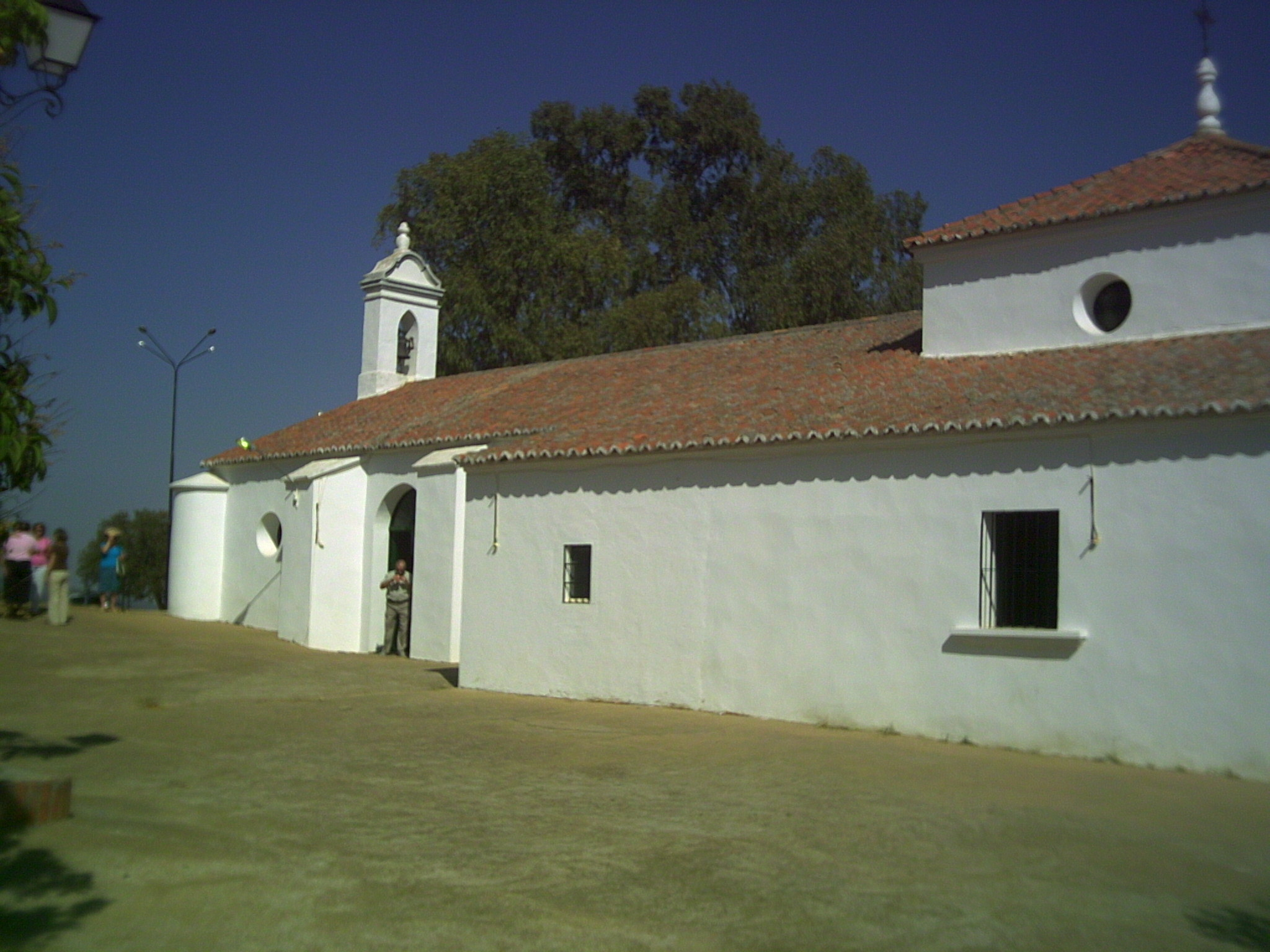
Vista lateral de la ermita de Ntra Sra de la Antigua (Patrona de Hinojosa del Duque)

### Ermita de Santo Domingo
Monumento de un valor histórico extraordinario, situada en la Dehesa de los Palomares, su silueta domina los llanos de Hinojosa del Duque. Fue durante siglos lugar de encuentro de los respectivos Cabildos de los Pueblos del Valle de Los Pedroches, para tratar sobre el reparto de pastos, deslindes y otros asuntos de interés común. Su construcción es de principios del siglo XIV.
Su arquitectura es funcional, de arcos ojivales. Tiene un sencillo artesonado retocado. La puerta del lado del Evangelio, es gótica en su traza, adornada con dintel plano.

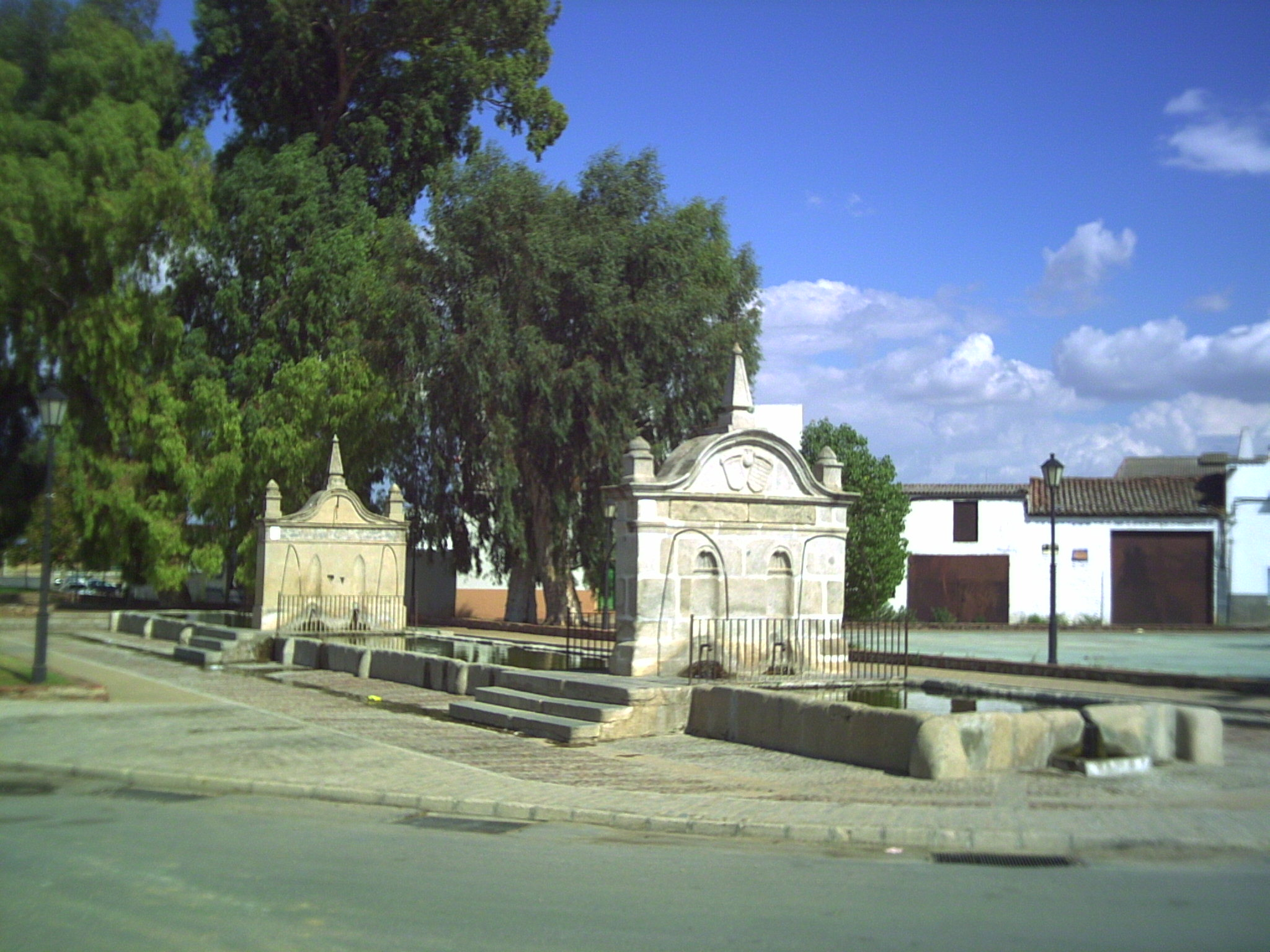
Fuente de El Pilar de los Llanos, en la Real Cañada de la Mesta

### Fuente del Pilar de los Llanos
Monumento de estilo plateresco, construido en el siglo XVI, Localizada en uno de los márgenes del casco urbano, uno de los descansos de la Cañada Real Soriana. Fue durante siglos abrevadero de rebaños de ganado y centro de las ferias de San Agustín. 
En 1579, por la escasez de agua que surtía el municipio se acordó comprar la noria de una huerta cercana con el fin de echar sus aguas al Pilar.

## Fiestas y eventos
Las dos festividades más importantes de la localidad son la Romería y la Fiesta de Nuestra Señora de la Antigua, patrona de la ciudad, que se celebra el segundo domingo después de la Pascua de Resurrección en su ermita que se encuentra situada a más de 12 kilómetros de la localidad; y la Feria y Fiestas de San Agustín, considerada hasta hace pocos años de las más importantes de España, y tiene lugar del 24 al 29 de agosto (en tiempos pasados del 28 de agosto al 2 de septiembre).

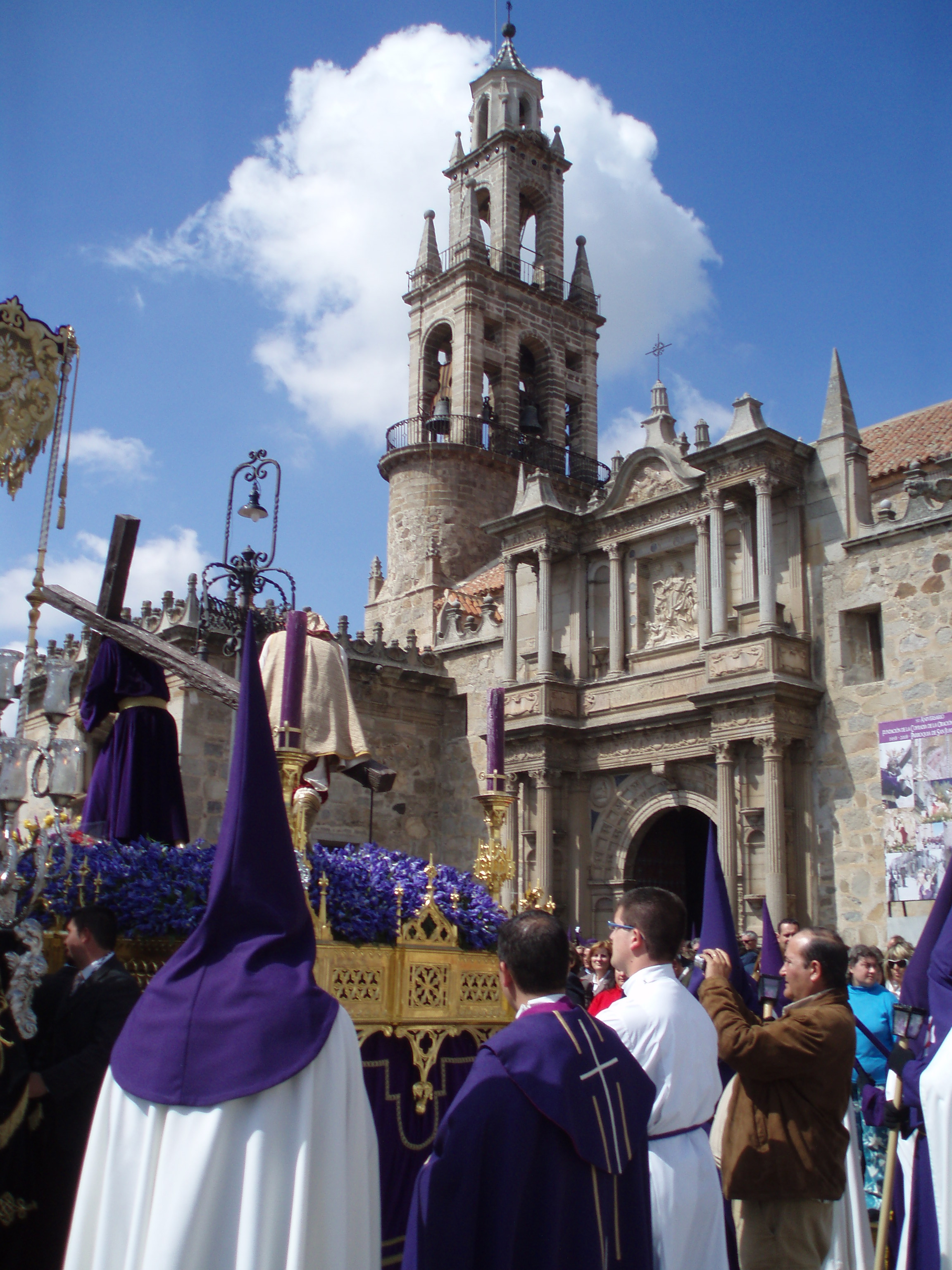
Estampa de Viernes Santo (Cruz a Cuestas y Virgen de los Dolores).
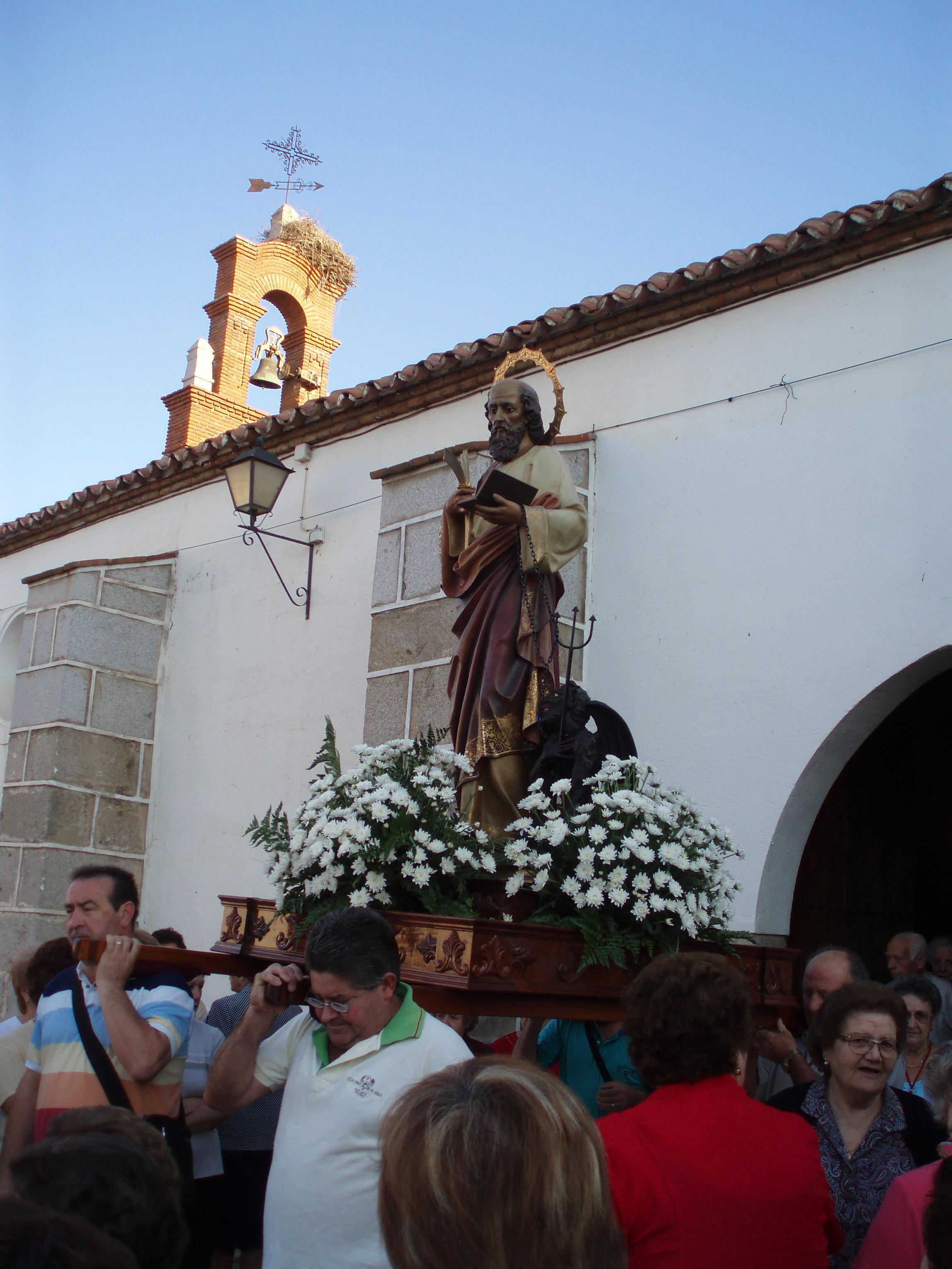
Procesión de la imagen de San Bartolomé hacia su ermita (24 de agosto).
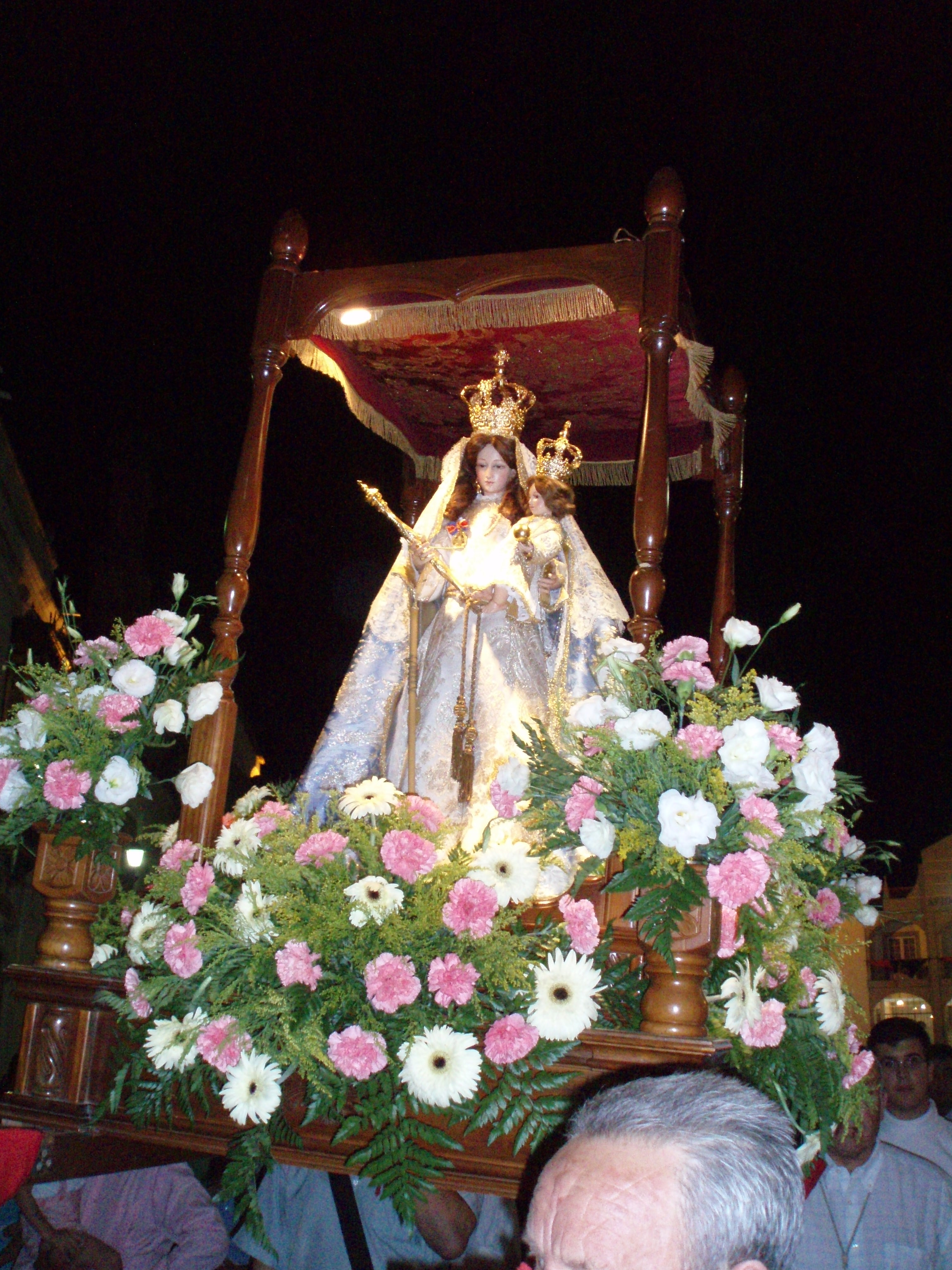
Imagen de Ntra Sra de la Antigua (Patrona de Hinojosa del Duque).
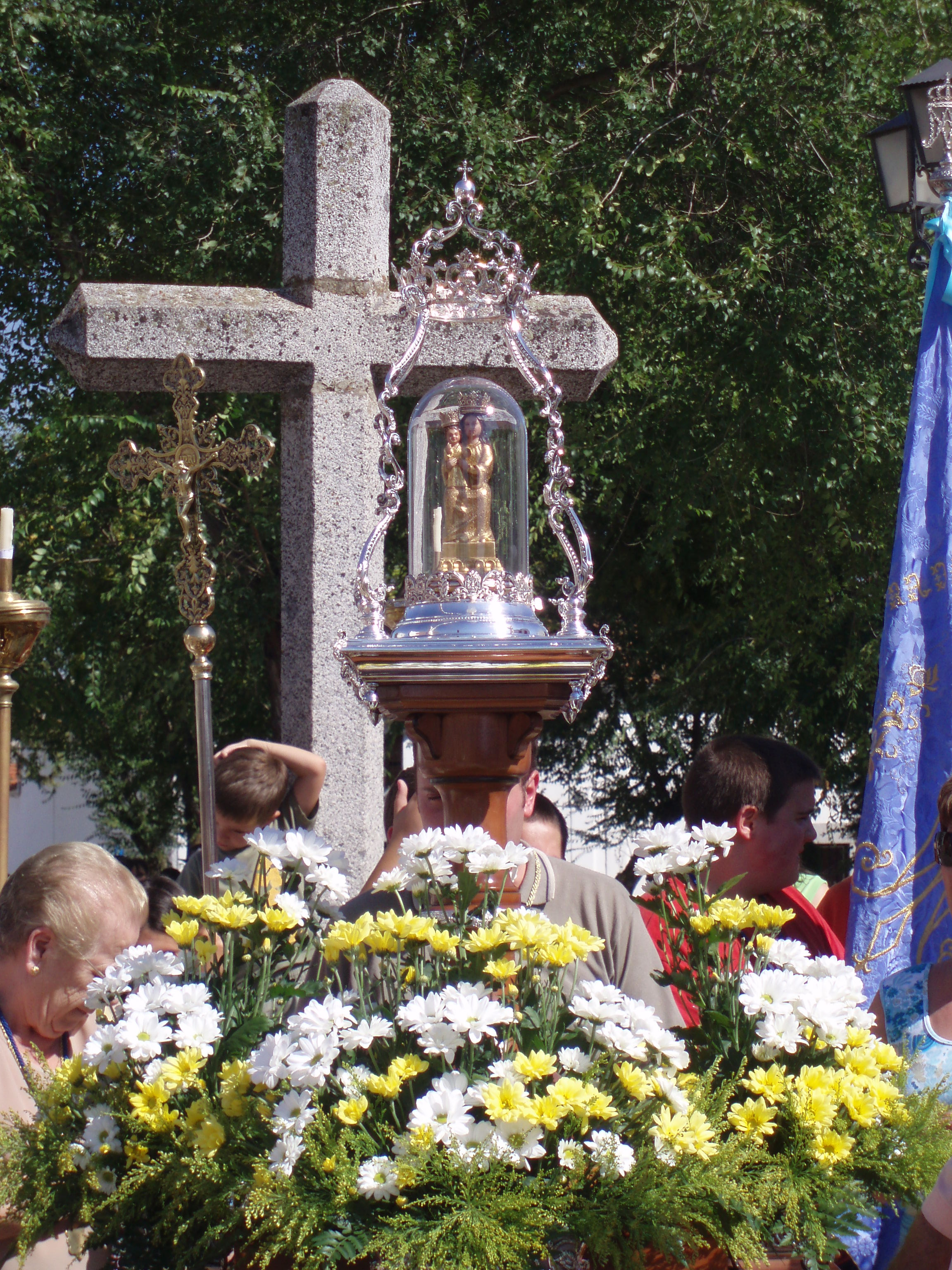
Imagen de Ntra Sra de Guía (14 de agosto).
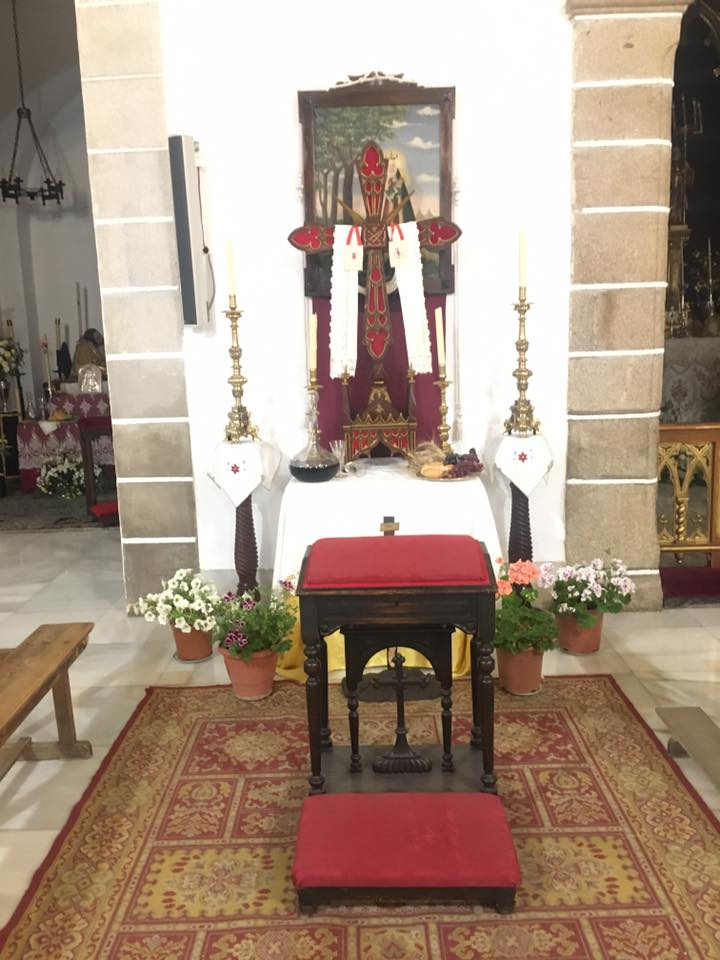
Imagen de la Santa Vera Cruz en la Parroquia de San Juan Bautista (Catedral de la Sierra) en Hinojosa del Duque (Córdoba)

Aparte de estas fiestas mayores y a lo largo del año, se celebran, organizadas por Hermandades, las Romerías:
- Fiesta de Nuestro Padre Jesús Nazareno, el 14 de enero.

- Verbena de San Sebastián, el 20 de enero.

- Fiesta de San Blas, el 3 de febrero.

- Carnaval. Fiesta de gran tradición y muy popular; fiesta bulliciosa y alegre como pocas gracias a la desenvoltura e ironía de máscaras, disfraces y chirigotas que transitan a lo largo de tres jornadas por calles y plazas. Para estos días carnavalesco existe una gastronomía propia con especialidades tan suculentas como el Relleno o la Sopa Dorada.

- Semana Santa. Fiesta de acendrada religiosidad,[16] donde realizan estación de pnitencia las cuatro cofradías de la localidad: Cofradía de Ntro. Padre Jesús Orando en el Huerto, con la Cruz a Cuestas y Virgen de los Dolores de la parroquia de San Juan Bautista, Cofradía de Ntro Padre Jesús Nazareno, Cristo de la Caridad y Virgen de la Soledad de la parroquia de San Isidro Labrador (también conocida como "La Caridad"), Cofradía del Cristo de la Humildad y Paciencia, Cristo de la Miseridordia y Virgen de los Dolores de la parroquia de San Sebastián; y Cofradía del Santo Sepulcro y Ntra Sra en su Amargura de la parroquia de San Juan Bautista. La majestuosidad de los pasos procesionales, la belleza en la indumentaria de las imágenes, y la delicadeza de los adornos florales hacen que esta manifestación religiosa sea puesta en escena en unas calles estrechas y recoletas que realzan el impresionante paso de las imágenes, a la vez que sobrecogen los corazones de visitantes e hinojoseños. La Semana de Pasión, supone una verdadera exaltación de lo sensible, de lo vivencial, a través de mil sensaciones que penetran por todos los sentidos: colorido, olor a incienso, silencio roto por el redoble de tambores y saetas, etc, siendo una fiesta para la emoción y el sentimiento, cargada de religiosidad, recogimiento interior y oración. Una de las características fundamentales de la Semana Santa en Hinojosa del Duque, es la impresionante participación popular. Coincide esta celebración con fecha de vacaciones, de regreso de forasteros e "hinojoseños ausentes" (hijos de Hinojosa del Duque), que desean vivir entre nosotros las vacaciones de Semana Santa. Cientos de nazarenos, costaleros y pueblo en general que acompaña a las procesiones llenan de gente las principales calles de la localidad. Cabe destacar la talla del Cristo Yacente que procesiona la tarde del Viernes Santo de la Cofradía del Santo Sepulcro y Ntra Sra en su Amargura, realizada por Félix Granda en 1949.

- Romería de San Benito Abad, el domingo siguiente al de Resurrección.
- Romería de la Virgen de la Antigua, el segundo domingo de Pascua. Las fiestas patronales dan comienzo el viernes por la noche con el Pregón Patronal, el cual tiene lugar en la parroquia de San Juan Bautista, conocida popularmente como la “Catedral de la Sierra”. El sábado comienza la Romería en el Santuario (que dista 14 km de la localidad), a lo largo del día, miles de romeros se van trasladando a las inmediaciones del mismo, donde muchos de ellos acampan permaneciendo hasta el día siguiente. Desde la mañana hasta por la tarde, los devotos van acudiendo a visitar a la Santísima Virgen que se encuentra en su Santuario. Al caer la tarde tiene lugar la Santa Misa en el Santuario, la cual es cantada magistralmente por el coro Romero S. Isidro de la localidad. Al término de la misma comienza la procesión de antorchas hasta el pozo de la Fuensanta (pozo que se encuentra en la bajada de cerro, a algo más de 1 km del Santuario; en el cual se encontró la Virgen en el año 1332, donde había permanecido escondida para librarse de las profanaciones de los sarracenos). Durante la procesión los romeros van rezando y cantando el Santo Rosario.

Al finalizar la procesión comienza la tradicional velada amenizada por distintos grupos musicales. Y durante toda la noche gran cantidad de personas permanecen en el interior del Santuario "velando" a la Virgen.
El domingo de Romería, tanto los que han permanecido allí acampados toda la noche, como los que acuden en este día, asisten a la entrega del bastón de Hermano Mayor y a la Función Religiosa que tiene lugar en la explanada contigua al Santuario, y posteriormente de nuevo la bella imagen procesiona al Pozo de la Fuensanta. A la llegada al mismo, se entona la Salve y se da la bendición a los romeros con el agua bendita.
Tras el almuerzo en esta bella dehesa de encinas y olivares, se reza el Santo Rosario en el Santuario y al finalizar el mismo, la imagen acompañada de una gran cantidad de romeros inicia el camino a hombros hasta Hinojosa. Haciendo parada tal y como marca la tradición en el "Cerro de los Credos", primer punto del camino en el cual se divisa el pueblo y el Santuario del Santísimo Cristo de las Injurias y por ello, se reza el Credo.
A la caída de la tarde hace su entrada Triunfal en Hinojosa, haciendo parada en la ermita del Patrón de la ciudad, San Gregorio; allí se hace una breve parada hasta que las autoridades religiosas, civiles y militares de la ciudad; acudan entre los sones de las agrupaciones musicales a recibir oficialmente a la bendita y sagrada Imagen de la Santísima Virgen de la Antigua. Se inicia así la procesión hasta la catedral de la Sierra (parroquia de San Juan Bautista). La Virgen es acompañada por miles de personas que portan antorchas, hasta su entrada en la iglesia entre una gran colección de fuegos artificiales.
El lunes por la mañana, día de Fiesta Local en Hinojosa, tiene lugar la Solemne Función Religiosa concelebrada por todos los sacerdotes de la ciudad. En dicha Eucaristía tiene lugar la ofrenda floral y la presentación de todas las Hermandades y Cofradía de Hinojosa que acuden a las plantas de la Santísima Virgen de la Antigua portando sus estandartes. Tras la misma, la Virgen engalanada de Reina, procesiona por las calles de Hinojosa del Duque en Solemne procesión. Tradicional es en este día el uso del traje típico hinojoseño, costumbre que se está perdiendo en los últimos años.
- Romería de Nuestra Señora de Guía, el primer domingo de mayo[17] cumpliendo con un ritual expreso, la Cofradía de la Virgen de Guía se desplaza hasta las vecinas localidades de Villanueva del Duque y Fuente la Lancha para recoger esta imagen que es además compartida por otras dos localidades como Dos Torres y Alcaracejos en lo que representa el mejor ejemplo provincial de advocación supralocal.

- Cruces de Mayo. En las primeras jornadas del mes de mayo, cruces engalanadas de plantas y repletas de aromas festivos se adornan y visten en plazas y calles. Su tono alegre invita a la contemplación, el encuentro con conocidos y amigos, y la habitual degustación de especialidades de la repostería local como los Hornazos de Fideos. Especial interés tiene la Hermandad de la Santa Vera Cruz de Hinojosa del Duque, cuyo primer acta data del año 1498, siendo la hermandad más antigua del municipio.

- Verbena de San Gregorio, el 9 de mayo.

- San Isidro el labrador, Penúltimo domingo de mayo.

- Romería de San Bartolomé, el último domingo de mayo.

- Verbena de Santo Domingo, el primer sábado de junio.

- Festividad de Santa Ana, el 26 de julio.

- Festividad de la Virgen del Carmen, el 16 de julio. Fiesta local de notable arraigo en el municipio debido a la presencia de la comunidad religiosa de los carmelitas desde el siglo XIX. El discurrir procesional de la Virgen se ve acompañado de alfombras de ricos contrastes de color.

- Fiesta de la Virgen del Tránsito, 15 de agosto. Pertenece a la Hermandad de Nuestro Padre Jesús Nazareno y Virgen del Tránsito.

- Fiesta de la Virgen de Guadalupe, 8 de septiembre.

- Festividad y Quinario del Santísimo Cristo de las Injurias, semana más próxima al 14 de septiembre fiesta de la exaltación de la cruz.

## Gastronomía
Nada más echar un vistazo a la cocina hinojoseña nos damos cuenta de tres cosas: la extraordinaria abundancia de sus elementos, la desbordante imaginación en su tratamiento y la directa relación entre tipismos gastronómicos y fiestas religiosas.
La riqueza, calidad y diversidad de la gastronomía de Hinojosa del Duque queda de manifiesto sólo con la degustación de algunos de sus platos más característicos como la Olla de Carnaval, la Sopa dorada o el Lechón.
Todos ellos resultado de un largo proceso histórico y de los condicionantes y posibilidades que desde el comienzo de la historia ha impuesto el medio natural.
Sus extensas dehesas sustentan una cabaña ganadera de la que se obtienen jamones, embutidos y otros productos del cerdo ibérico como Lomo de orza, chorizo y morcilla que constituyen auténticos manjares de una exquisitez capaces de colmar al más exigente de los paladares.
Junto a ellos hay que mencionar otros platos como la Caldereta de cordero, comida de antiguos pastores que hoy se ha convertido en una receta indispensable para adentrarse en la historia y las tradiciones culinarias de Hinojosa del Duque. 
La importancia de las fiestas desarrolladas a lo largo de cada año también ha tenido su reflejo en una serie de postres y variedades de repostería como el Hornazo de fideos, las Perrunas, los Rosquillos o las hojuelas.
Pero también la variedad de sus paisajes ha posibilitado la pervivencia de platos como el Rin-Ran, el Potaje, el ajo blanco, la liebre con arroz o el pisto, con los que se culmina un recetario fruto de la sabia simbiosis que han mantenido a lo largo de los siglos los habitantes de Hinojosa del Duque con la naturaleza de su entorno. 
- Olla de carnaval: Relleno, chorizo, espinazo, costilla, orejón, tocino fresco y garbanzos. Se prepara en el Carnaval.
- Sopa dorada: Caldo cocido perejil y ajo picado. Se le añaden pequeñas rebanadas de pan. Es plato de Carnaval.
- Relleno: Plato muy típico y el más popular. Se hace con huevo cocido, jamón, perejil, sal y tocino.
- Lechón frito: Es otro de los platos más típicamente hinojoseños. Troceado en pequeñas porciones se le añade sal gruesa y se fríe con aceite de oliva muy caliente.
- Gachas: Harina de trigo, aceite, azúcar, una pizca de sal, agua y leche. Se le añade canela y tostones de pan frito.
- Migas : Pan, aceite, ajo, tocino, uvas. Dependiendo de la zona se ponen diferentes alimentos.

## Deportes

### Instalaciones deportivas
La ciudad cuenta con las siguientes instalaciones deportivas:
- Campo municipal de deportes Ntra Sra del Carmen (campo de fútbol, piscina cubierta, Gimnasio y Sauna)
- Polideportivo municipal Ciudad de Hinojosa del Duque (pista bajo techo y pista al aire libr de fútbol sala) (frontón) (3 pistas de tenis y 1 de pádel)

### Entidades deportivas
La ciudad cuenta con las siguientes entidades deportivas:
- Club Deportivo Hinojosa del Duque (fútbol masculino y femenino)
- Club de Baloncesto Hinojosa del Duque (baloncesto masculino y femenino)
- Club de Petanca Hinojosa del Duque (petanca masculino y femenino)

## Medallas "Ciudad de Hinojosa del Duque"
Con motivo del Cincuenta Aniversario de la proclamación de la Virgen de la Antigua (1957/2007), el Ayuntamiento decidió la creación de a condecoración de medalla de oro Ciudad de Hinojosa del Duque, siendo entregada el 20 de agosto de 2007 por el entonces alcalde-presidente de la corporación, Matías González López, en la plaza de la Catedral, durante la celebración de la Fiesta del Hinojoseño Ausente.
Posteriormente, con carácter anual, se vienen concediendo el Día de Andalucía, en la modalidad "Medalla de Plata". Su objetivo es reconocer la labor de un total de siete entidades o personas de la localidad que, de alguna manera, favorecen el desarrollo, el empleo, la cultura o destacan por sus valores.
- Medalla de oro Ciudad de Hinojosa del Duque: (20/08/2006)[18]

1. Ntra Sra de la Antigua, Patrona de Hinojosa del Duque.
- Medallas de Plata “Ciudad de Hinojosa del Duque”: (28/02/2007)

1. Asociación de Mujeres Hinojoseñas Candela.
2. Asociación de Alcohólicos y Familiares (Alcoyfa).
3. Asociación hinojoseña de Discapacitados (Dafhi).
4. Agrupación de Hermandades y Cofradías de Semana Santa.
5. Hospital residencia de ancianos de Jesús Nazareno.
6. José Miguel García Fernández.
7. Tuna Cultural Hinojoseña.
- Medallas de Plata “Ciudad de Hinojosa del Duque”: (28/02/2008)[19]

1. Pablo Aparicio Lozano, responsable del Servicio de Traumatología y Ortopedia Infantil del Hospital Virgen del Rocío de Sevilla.
2. Miguel Alcudia Luque, atleta.
3. Club de Fútbol Hinojosa (Club Deportivo Hinojosa de Fútbol).
4. Asamblea local de Cruz Roja.
5. Banda de Cornetas y Tambores de la Cofradía de Ntro Padre Jesús Orando en el Huerto, con la Cruz a Cuestas y Virgen de los Dolores.
6. Empresa de jamones y embutidos Hermanos Rodríguez Barbancho
7. Miguel Cerro Moreno (cantautor).
- Medallas de Plata “Ciudad de Hinojosa del Duque”: (28/02/2009)[20]

1. Asociación de Empresarios Hinojoseños (HINOADE) (Patronal).
2. Carlos Javier Díaz Iglesias, cirujano del Servicio de Cirugía General y del Aparato Digestivo del Hospital Universitario Reina Sofía de Córdoba.
3. Miguel Ángel Leal (fotógrafo).
4. Luis Murillo (guionista TV).
5. Radio Hinojosa Cadena Ser (medio de comunicación antaño Onda Cero Radio Hinojosa).
6. Juneba S.L. Empresa de calefacción y carpintería metálica.
7. Centro de día de mayores.
- Medallas de Plata Ciudad de Hinojosa del Duque: (28/02/2010)[21]

1. Colegio Maestro Jurado (CEIP).
2. Colegio Inmaculada (CEIP).
3. Guadalupe Ruiz Herrador.
4. Ruperto Ignacio Ropero Sánchez.
5. Instituto de educación secundaria (IES) Padre Juan Ruiz.
6. Instituto de educación secundaria (IES) Jerez y Caballero.
7. Francisco Díaz Tamaral.
- Medallas de Plata “Ciudad de Hinojosa del Duque”: (28/02/2011)[22]

1. Coro Romero San Isidro.
2. I.F.A.P.A. Hinojosa del Duque.
3. Carmen Victoria Díaz Gil.
4. Luisa Jurado Monje.
5. Rafael Gil Caballero.
6. Juan Cano Cabanillas.
7. Antigua Cámara Agraria.
- Medallas de Plata “Ciudad de Hinojosa del Duque”: (28/02/2012)[23]

1. Luis Romero (cronista oficial de Hinojosa del Duque).
2. Imprenta Buenestado.
3. Cáritas Interparroquial.
- Medallas de Plata “Ciudad de Hinojosa del Duque”: (24/04/2015)[24]

1. Frutas Ayuso y Murillo, S.L.
2. Asociación Amigos del Camino de Santiago-Mozárabe de la Casa de Galicia en Córdoba.
3. Club Deportivo de Cazadores.
4. Asociación de Encajeras.
5. Centro de Educación Permanente.
6. Pedro Calvo Díaz.
7. Agrupación Musical Nuestro Padre Jesús Nazareno.
- Medallas de Plata “Ciudad de Hinojosa del Duque”: (26/02/2016)

1. Jesús Jurado Palomo, alergólogo del Servicio de Alergología del Hospital General Nuestra Señora del Prado de Talavera de la Reina.
2. Hermandad de Santo Domingo de Guzmán.
3. Coro Romero Virgen del Castillo.
4. Serafín García Balsera.
5. Rosa María Hidalgo García.
- Medallas de Plata "Ciudad de Hinojosa del Duque": (24/02/2017)

1. Organizadores y Jurado del Concurso de Manejo de Tractor con Remolque.
2. Antonio Gil Moreno.
3. Raúl Ramírez Ruíz.
4. Muebles Caja.
5. Hipólito Escudero Escudero.
- Medallas de Plata "Ciudad de Hinojosa del Duque": (23/02/2018)

1. Hierros Enrique Calvo Ortíz.
2. Cooperativa Ganadera Virgen de la Antigua.
3. Hinomatri S.C.A.
4. Hermandad de San Cristóbal.
5. Maestros Artesanos de Andalucía: Eduardo Ruíz Peñas y Manuel Ruíz de Viana.

## Escenario literario
Los versos de la serranilla La Vaquera de la Finojosa, escritos por Iñigo López de Mendoza, marqués de Santillana, durante el primer tercio del siglo XV, han hecho que con el paso de los siglos sirviesen al dramaturgo cordobés Francisco Benítez (1998) para la puesta en escena de un teatro popular (similar al que ocurre en otras localidades como "Fuente Ovejuna" de Lope de Vega; o "El Halcón y la Columna" en Belalcázar, también de Francisco Benítez).
El teatro popular es puesto en escena en el inmejorable marco de la plaza de la Catedral participando más de 200 vecinos de la localidad que inmortalizan los avatares desamorosos del marqués de Santillana. La vistosidad de la obra se ve realzada por la calidad del vestuario empleado, así como por el conjunto de temas musicales de inspiración medieval que acompañan a cada escena. Más de 7000 personas asisten cada edición (se celebra cada cuatro años) a una representación que se ha convertido en el símbolo de un pueblo. 

Moça tan fermosa
non vi en la frontera
como la vaquera
de la Finojosa...
Faziendo la via
del Calatraveño
a Santa María,
vencido del sueño,
perdi la carrera
do vi la vaquera
de la Finojosa...
fragmento de la Serranilla La Vaquera de la Finojosa del Marqués de Santillana

En 1854, Luis de Eguílaz también escribió la obra semihistórica con rasgos líricos "La Vaquera de la Finojosa", inspirado en la misma serranilla de Íñigo López de Mendoza, que recientemente (2004) se ha vuelto a publicar.
Francisco Hilarión Sánchez Carracedo, "el Padre Hilarión", personaje hinojoseño misionero desde Venezuela escribe a esta localidad desde la lejanía en los libros "Una Mujer Esclava del Hogar. La Hermana" y "Liras Hermanas. Obras Poéticas Portuguesas y Españolas".
Sea como fuere, el nombre de Hinojosa del Duque aparece en un sinfín de publicaciones, como por ejemplo en dos libros de Rafael Canalejo Cantero (ganador del popular concurso de televisión "Un millón para el mejor", en el año 1968) titulados "La Comendadora" y "En Belmez hay niebla esta mañana".
En el libro "De la luz y el granito: Himnos a Hinojosa del Duque." aparece reflejado la inspiración que esta localidad infunde a poetas actuales de la talla de: Leopoldo de Luis, Carlos Clementson, Domingo F. Faílde, Antonio Rodríguez Jiménez, Fernando de Villena, Alejandro López Andrada y Antonio Garrido Moraga.
También es de señalar a poetas locales actuales como: Sabina Tamaral y Juan Cano Cabanillas; o hijos de descendientes hinojoseños como el reciente ganador del premio Adonais 2001 José Antonio Gómez-Coronado Vinuesa.

## Ciudades hermanas
La ciudad de Hinojosa del Duque participa en la iniciativa de hermanamiento de ciudades promovida, entre otras instituciones, por la Unión Europea.
- Sardañola del Vallés, provincia de Barcelona, Cataluña, España.
- İslahiye, provincia de Gaziantep, Turquía.[31]
- Kozmodemyansk, República de Mari-El, Rusia.